# Sierra de Francia (comarca)
La Sierra de Francia es una comarca de la provincia de Salamanca, en Castilla y León, España. Sus límites no se corresponden con una división administrativa, sino con una demarcación histórico-tradicional. La parte más elevada hace de frontera natural con la comarca de Los Agadones, por lo que sus habitantes también usan el topónimo «Sierra de Francia» para referirse a la vertiente que da al oeste.

## Geografía

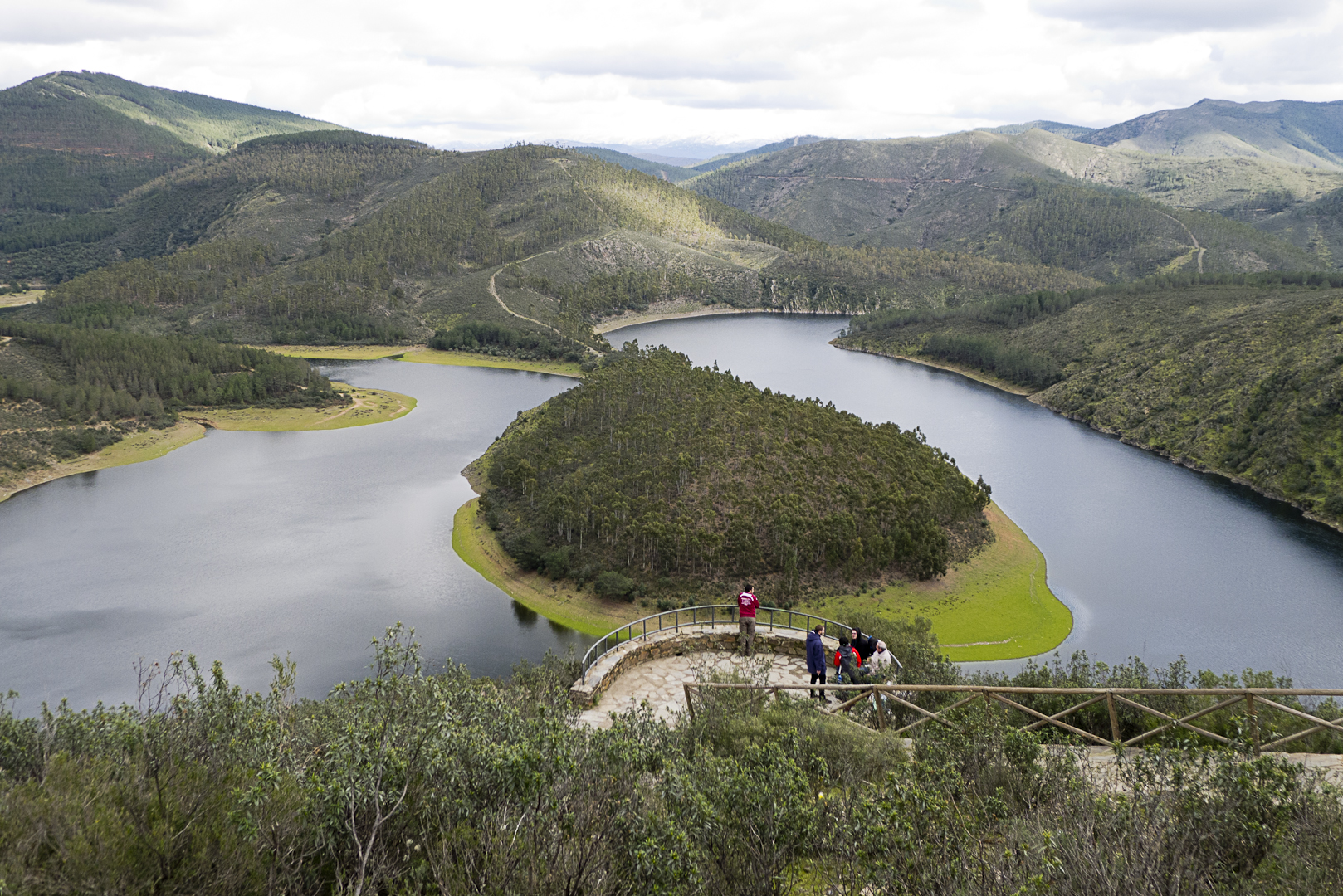
Meandro del Melero, en Sotoserrano, visto desde Las Hurdes

La Sierra de Francia está situada en el sur de la provincia de Salamanca y ocupa una superficie de 628,43 km². Es una de las subdivisiones del Sistema Central. Su paisaje se caracteriza por la gran extensión de montes poblados de grandes masas boscosas y valles por los que circulan numerosos ríos y arroyos. El punto más alto de todo el conjunto montañoso es el pico de La Hastiala (1735 m s. n. m.), situado entre los términos municipales de Monsagro y El Maíllo, pero el más famoso es el de la Peña de Francia (1727 m s. n. m.), que se encuentra entre los términos de El Cabaco y Monsagro. En su cima hay un santuario mariano, y un mirador. También son reseñables las cumbres de la Mesa del Francés (1638 m s. n. m.) y el Pico Robledo (1614 m s. n. m.).

### Demarcación

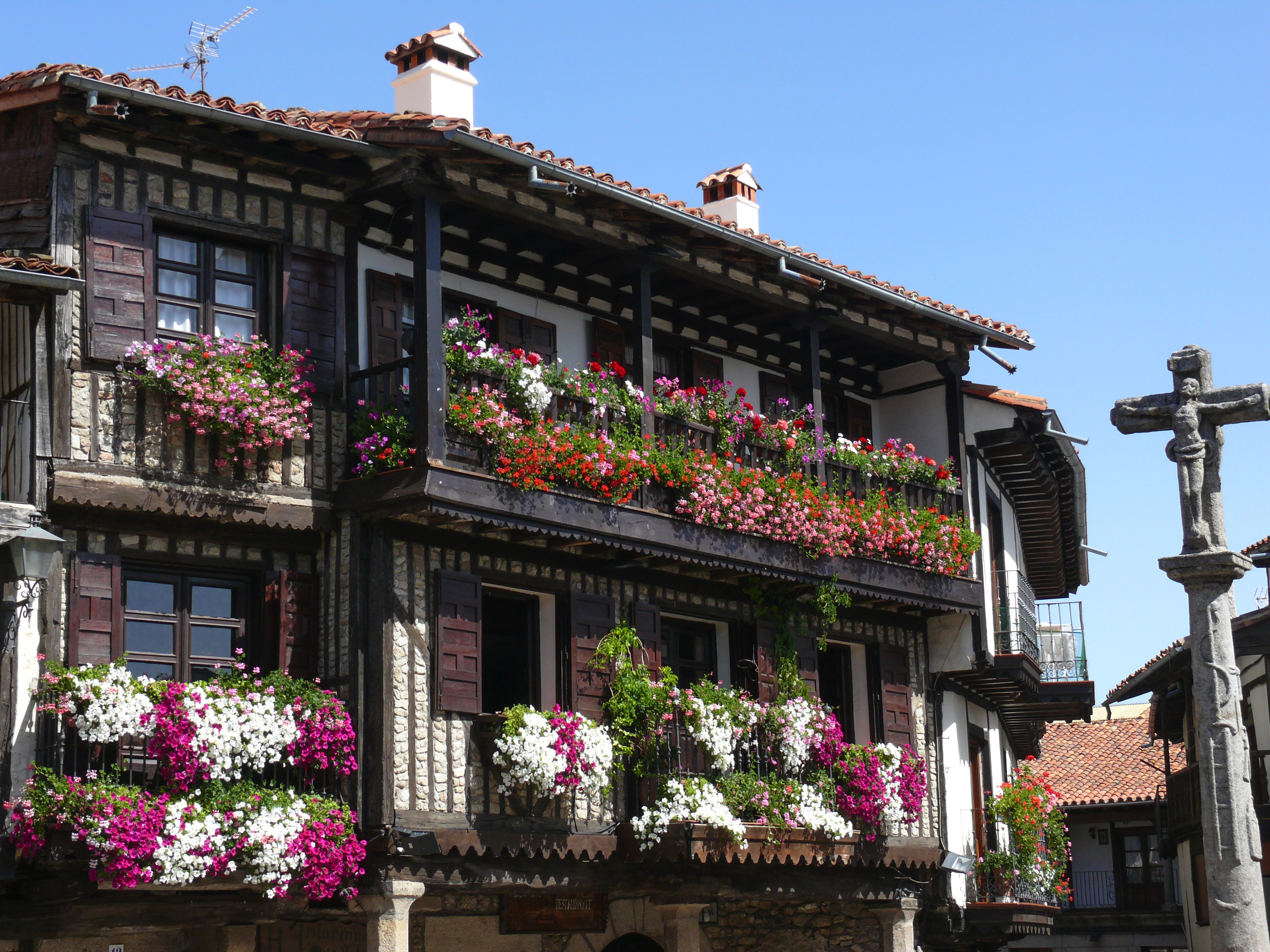
Plaza mayor de La Alberca

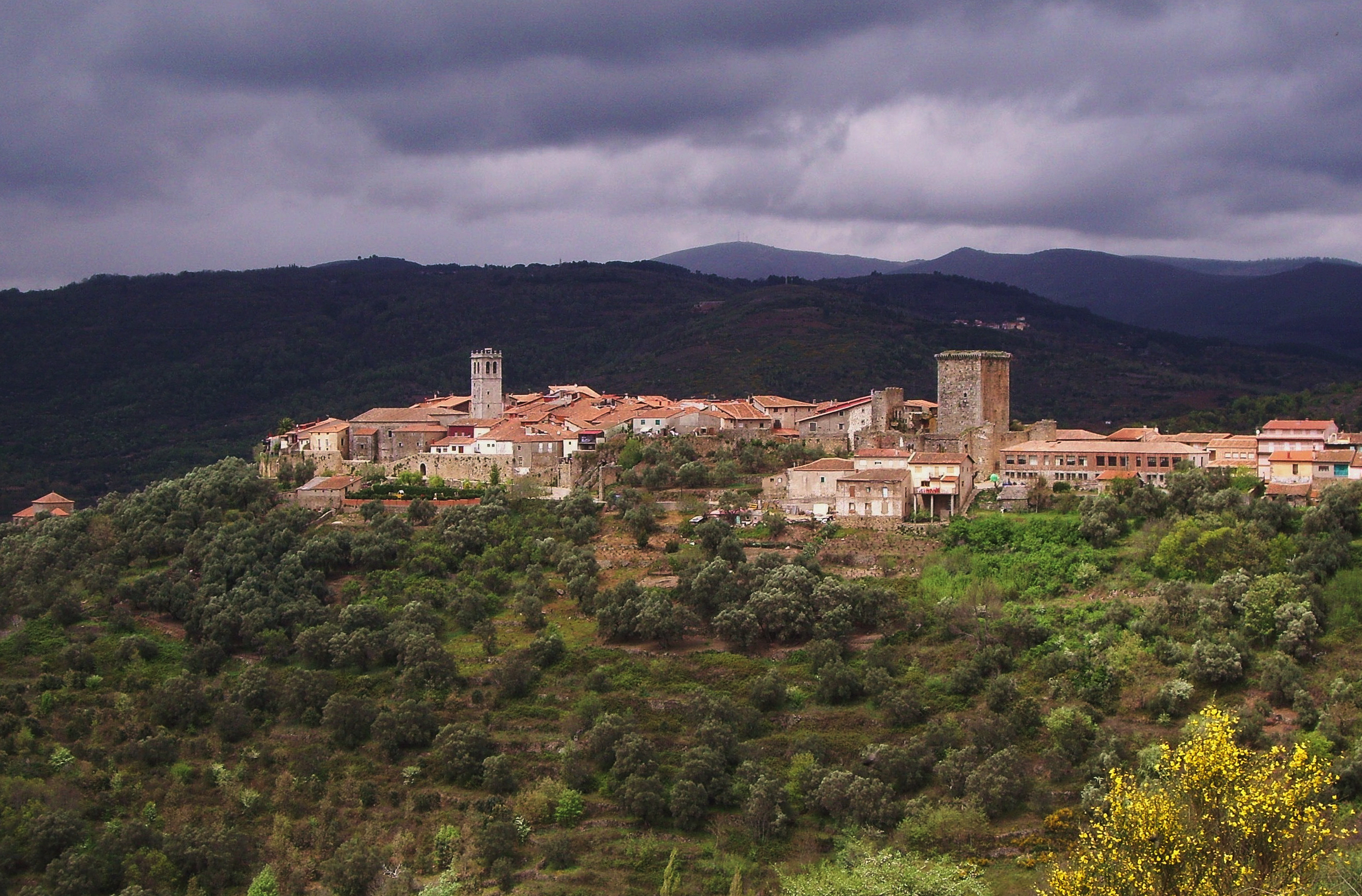
Miranda del Castañar

Comprende 32 municipios: Aldeanueva de la Sierra, Cepeda, Cereceda de la Sierra, Cilleros de la Bastida, El Cabaco, El Maíllo, El Tornadizo, Escurial de la Sierra, Garcibuey, Herguijuela de la Sierra, La Alberca, La Bastida, La Rinconada de la Sierra, Las Casas del Conde, Linares de Riofrío, Madroñal, Miranda del Castañar, Mogarraz, Molinillo, Monforte de la Sierra, Nava de Francia, Navarredonda de la Rinconada, Pinedas, San Esteban de la Sierra, San Martín del Castañar, San Miguel de Valero, San Miguel del Robledo, Santibáñez de la Sierra, Sequeros, Sotoserrano, Valero y Villanueva del Conde.
Todos los municipios forman parte de la reserva de la biosfera de las Sierras de Béjar y Francia. Algunos de ellos también se integran (total o parcialmente) en el parque natural de Las Batuecas-Sierra de Francia y el Espacio Natural Protegido de la Sierra de las Quilamas.
Limita con el Campo de Salamanca al norte, con la Sierra de Béjar al este, con Extremadura al sur y con Los Agadones al oeste.
| Noroeste: Campo de Yeltes      | Norte: Campo de Salamanca            | Nordeste: Entresierras   |
| Oeste: Campo de Agadones       |                                      | Este: Sierra de Béjar    |
| Suroeste: Las Hurdes (Cáceres) | Sur: Tierras de Granadilla (Cáceres) | Sureste: Sierra de Béjar |

### Sierra de las Quilamas
La parte norte se conoce como Sierra de las Quilamas. Los municipios de esta zona ya han perdido parte de la arquitectura y cultura definitorias de los pueblos serranos. Dentro de ella existe la subcomarca de La Calería, formada por Escurial de la Sierra, La Rinconada de la Sierra, Linares de Riofrío y Navarredonda de la Rinconada. Conforman la última zona de serranía, la que marca la transición entre la sierra y el Campo Charro.

### Las Batuecas

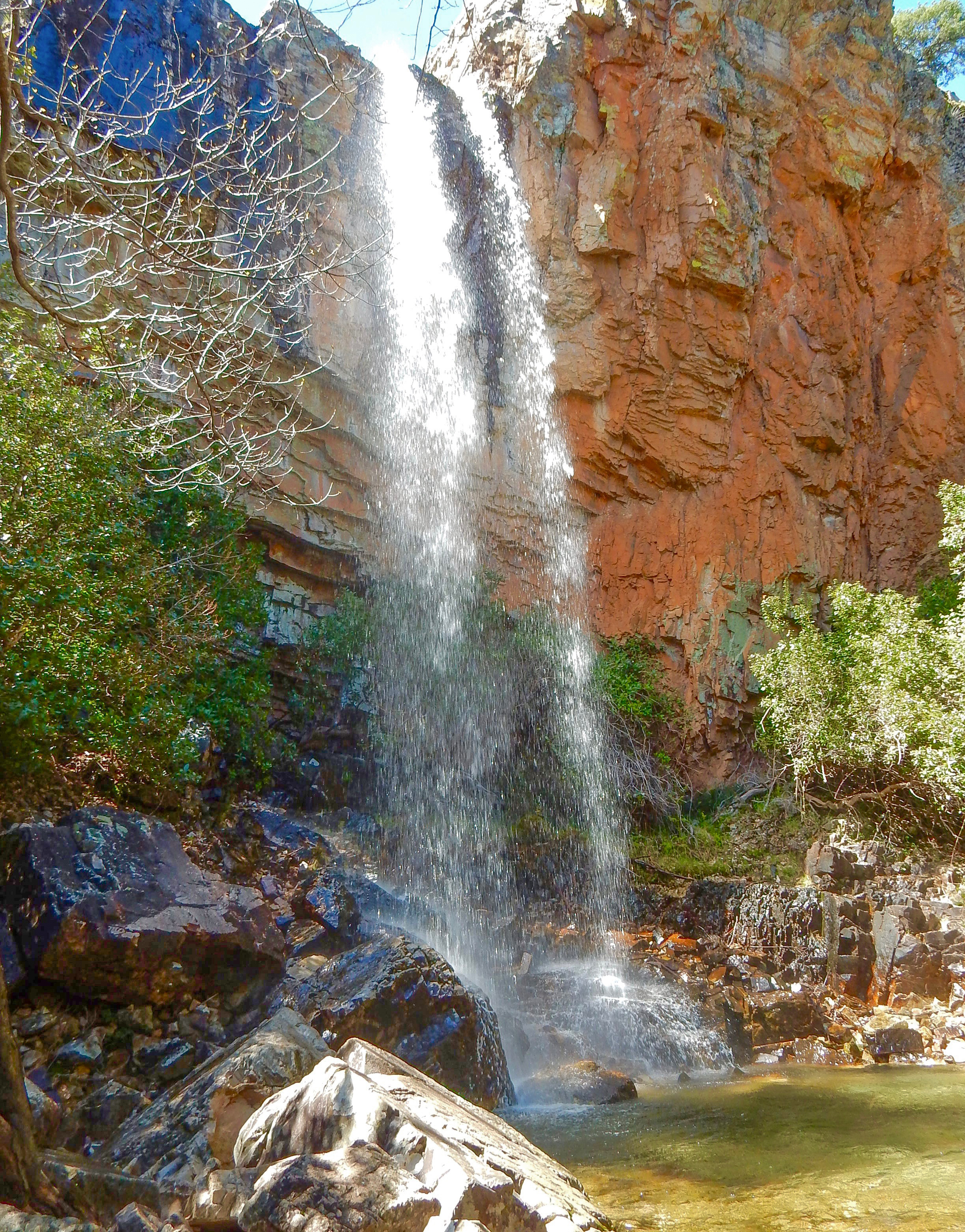
Cascada del Chorro, en el valle de Las Batuecas

El valle de Las Batuecas, situado entre los términos municipales de Ladrillar y La Alberca, es muchas veces considerado una microcomarca o subcomarca de la Sierra de Francia estrechamente vinculada a Las Hurdes debido a que su aislamiento secular propicia una serie de características singulares como el microclima.

### Hidrografía
La Sierra de Francia es atravesada por varios cursos fluviales que producen numerosas cascadas, como la del Chorro, en el valle de Las Batuecas. El principal de todos ellos es el río Alagón, en el que desembocan el río Ladrillar, el río Francia y el río Quilamas.

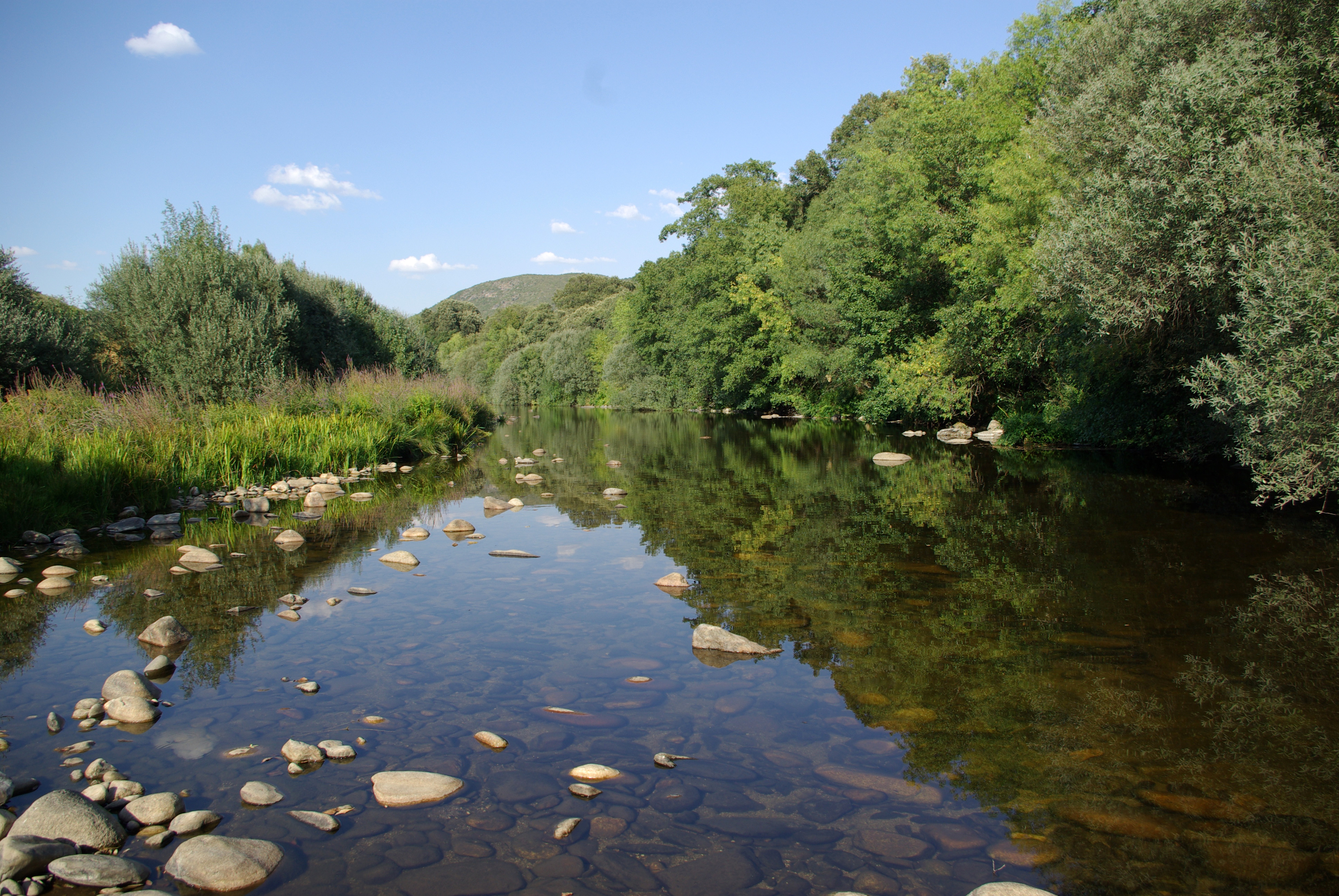
Río Alagón
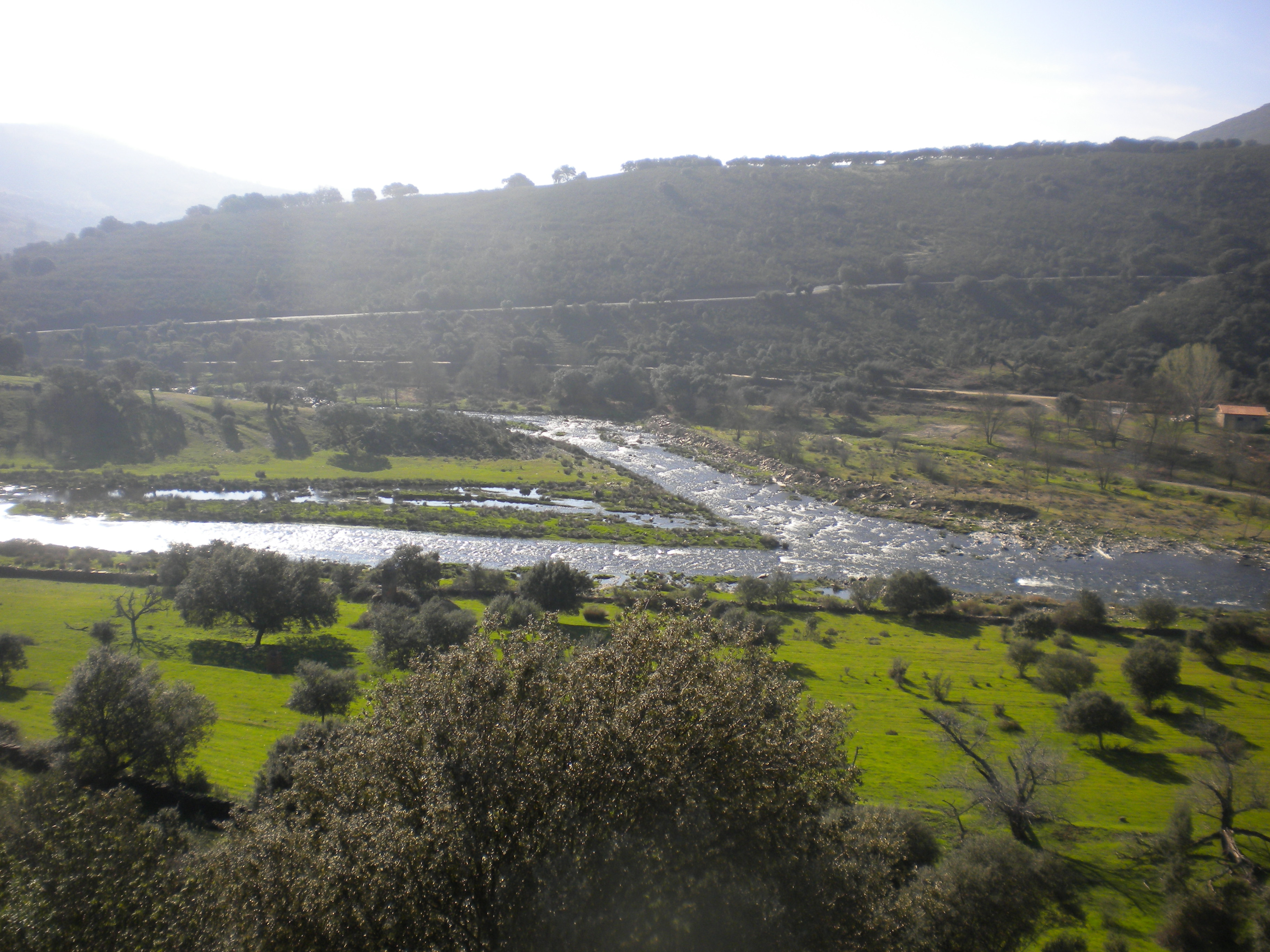
Río Cuerpo de Hombre
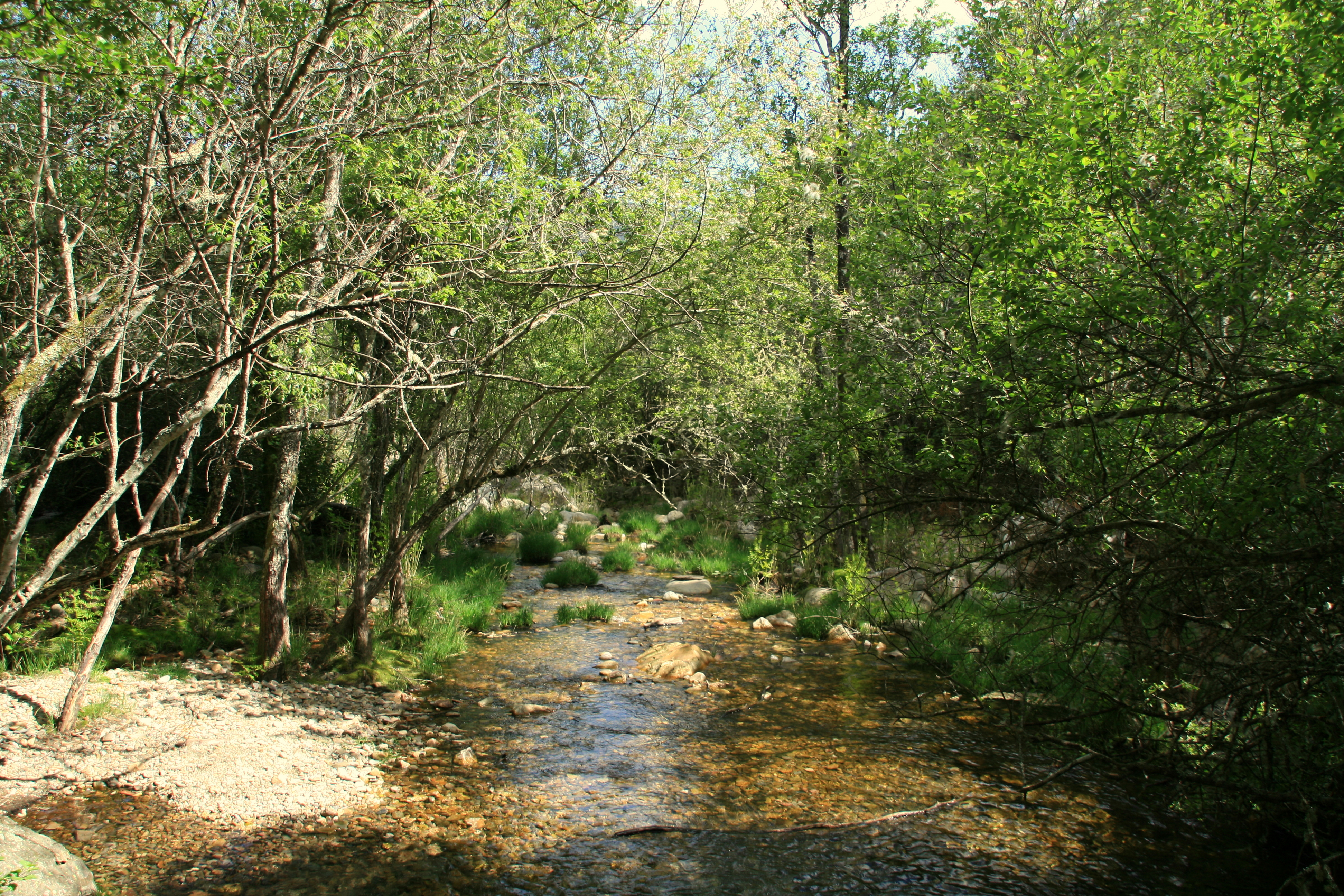
Río Batuecas
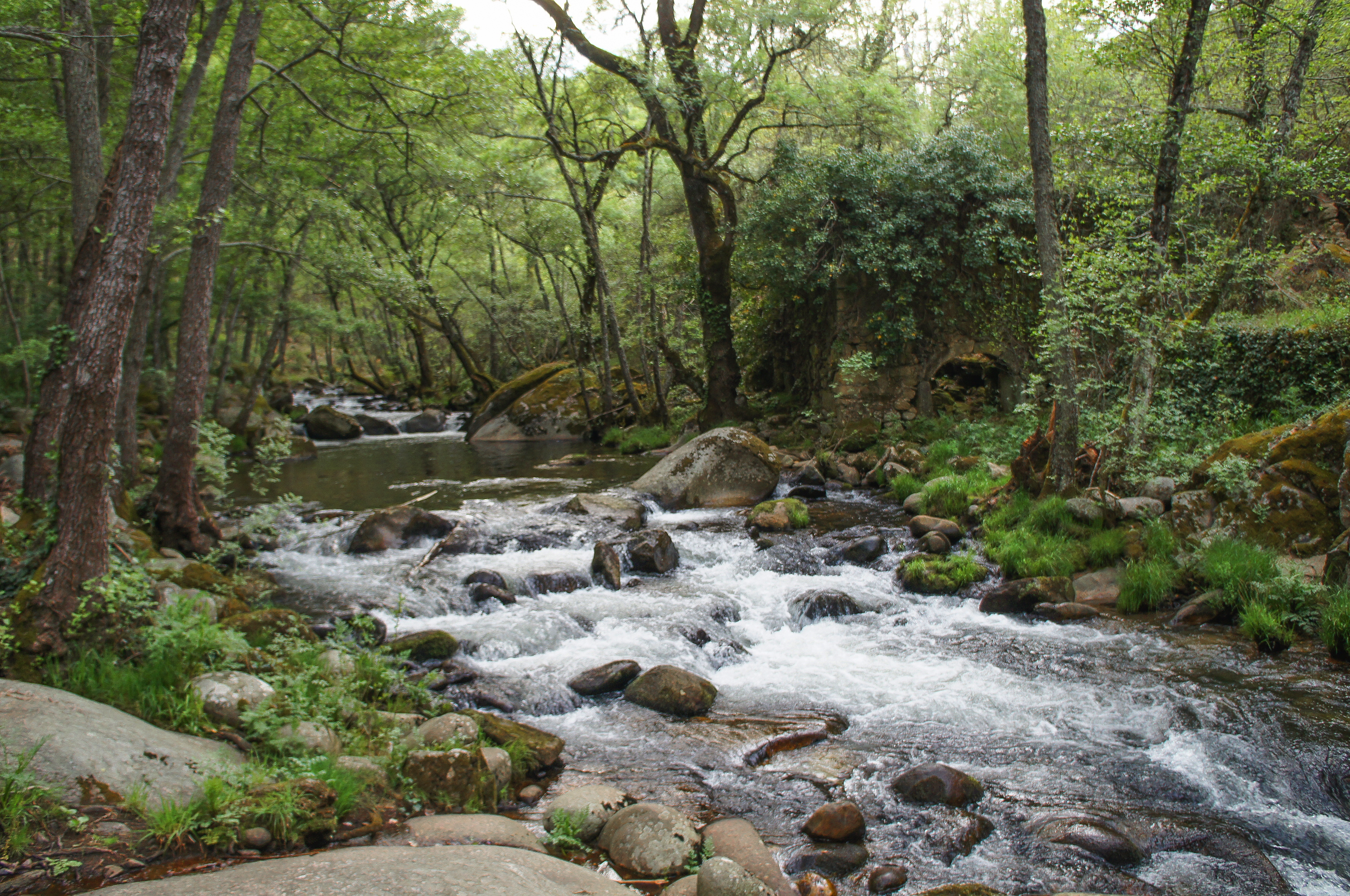
Río Francia
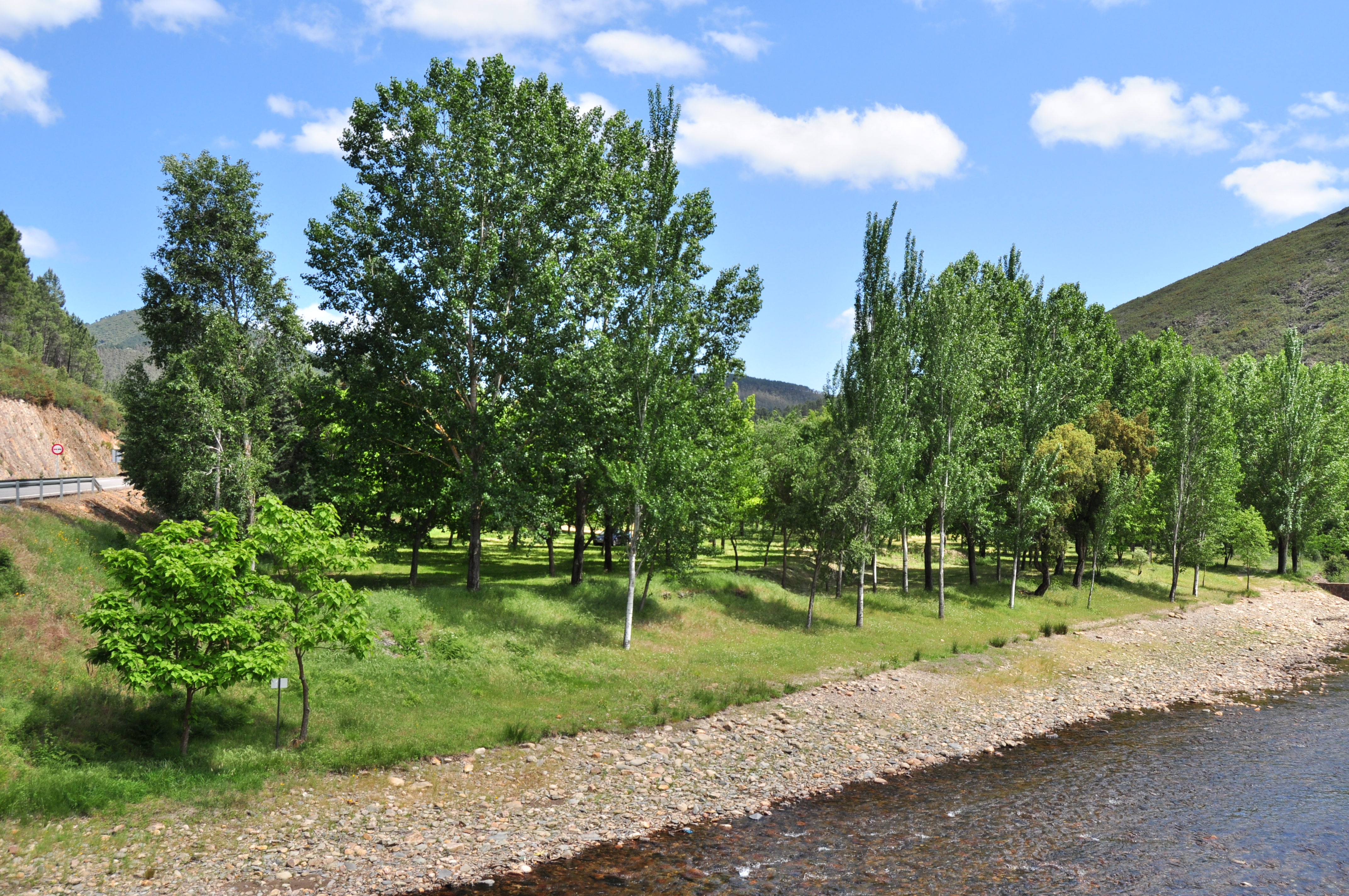
Río Ladrillar

## Historia

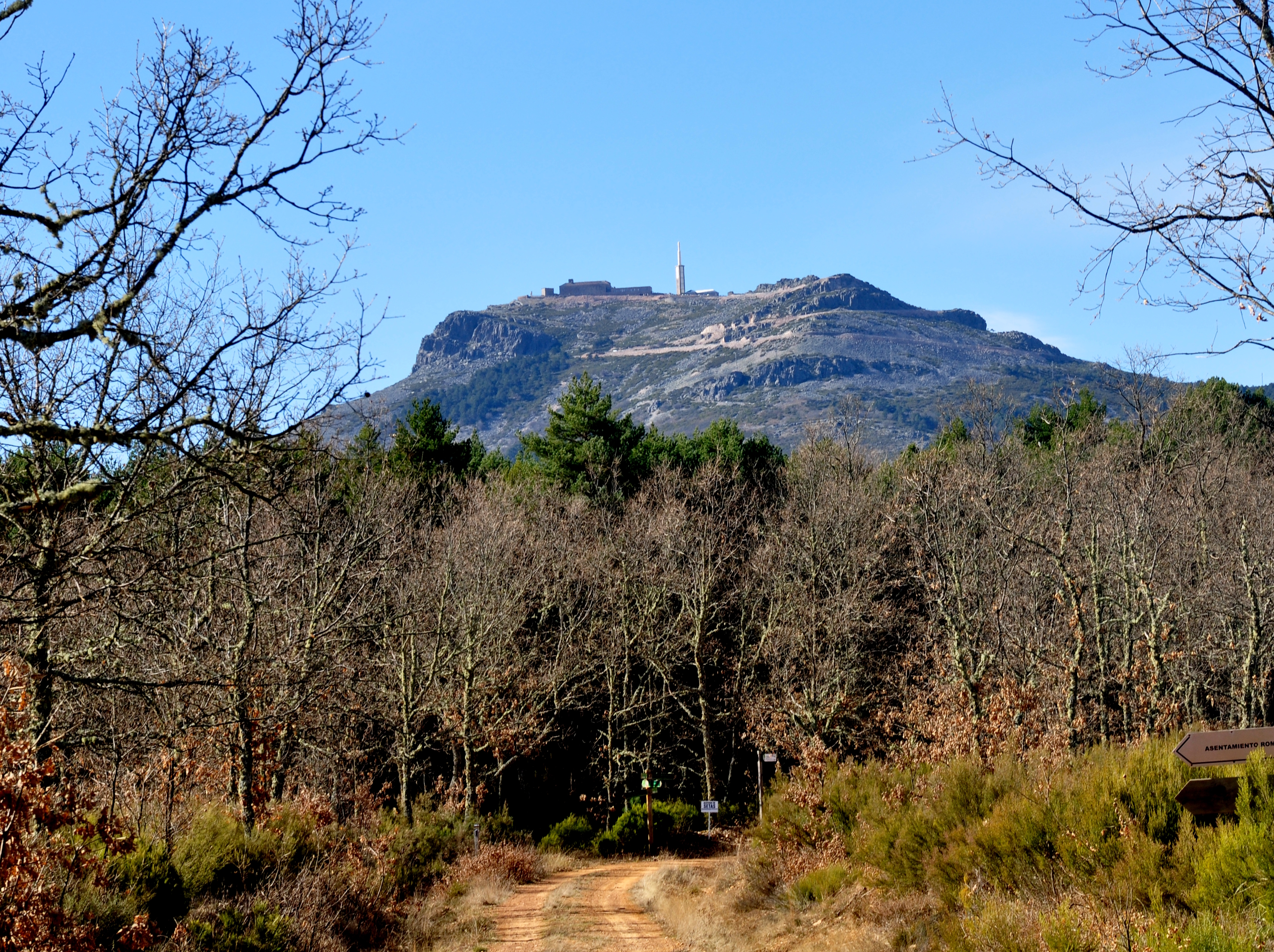
La Peña de Francia desde Las Cávenes, El Cabaco

### Prehistoria
La presencia humana en la zona está documentada desde antiguo. Así, la existencia del dolmen de La Morisca en Nava de Francia, del abrigo rupestre del Canchal de las Cabras Pintadas de las Batuecas (declarado Bien de Interés Cultural), o de seis lagares rupestres en Linares de Riofrío en los parajes de «Coquilla», «Las Viñas», «Majada Llana», «Las Carreteras», «Los Vallejos» y «Relagüesa», todos ellos realizados en berrocales, atestiguan este hecho. Por otro lado, se han encontrado vestigios en Cepeda, Santibáñez de la Sierra, Sotoserrano o La Alberca que permiten afirmar la existencia de antiguos castros prerromanos en la ubicación de las actuales poblaciones.

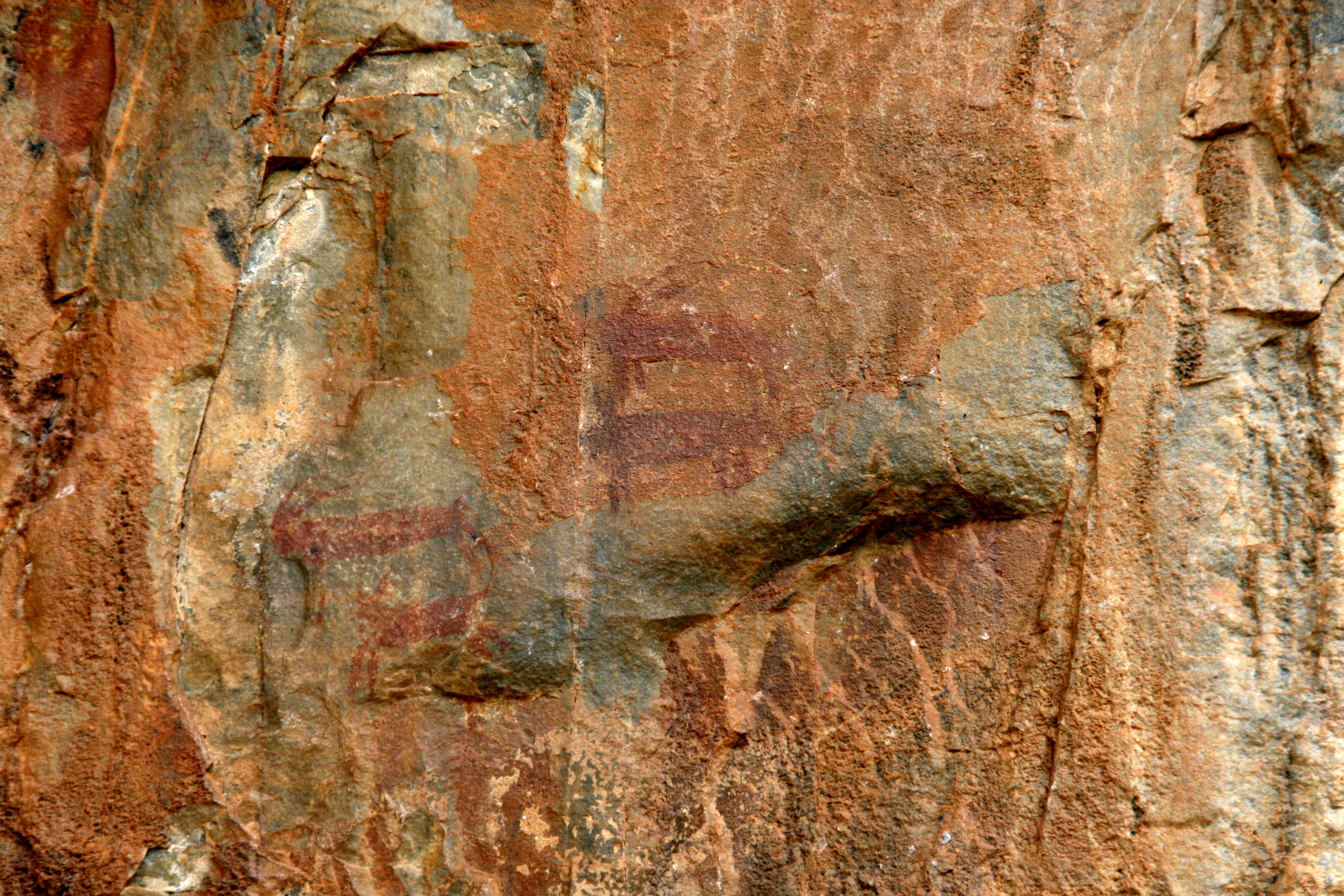
Pinturas rupestres del Canchal de las Cabras Pintadas, en Las Batuecas

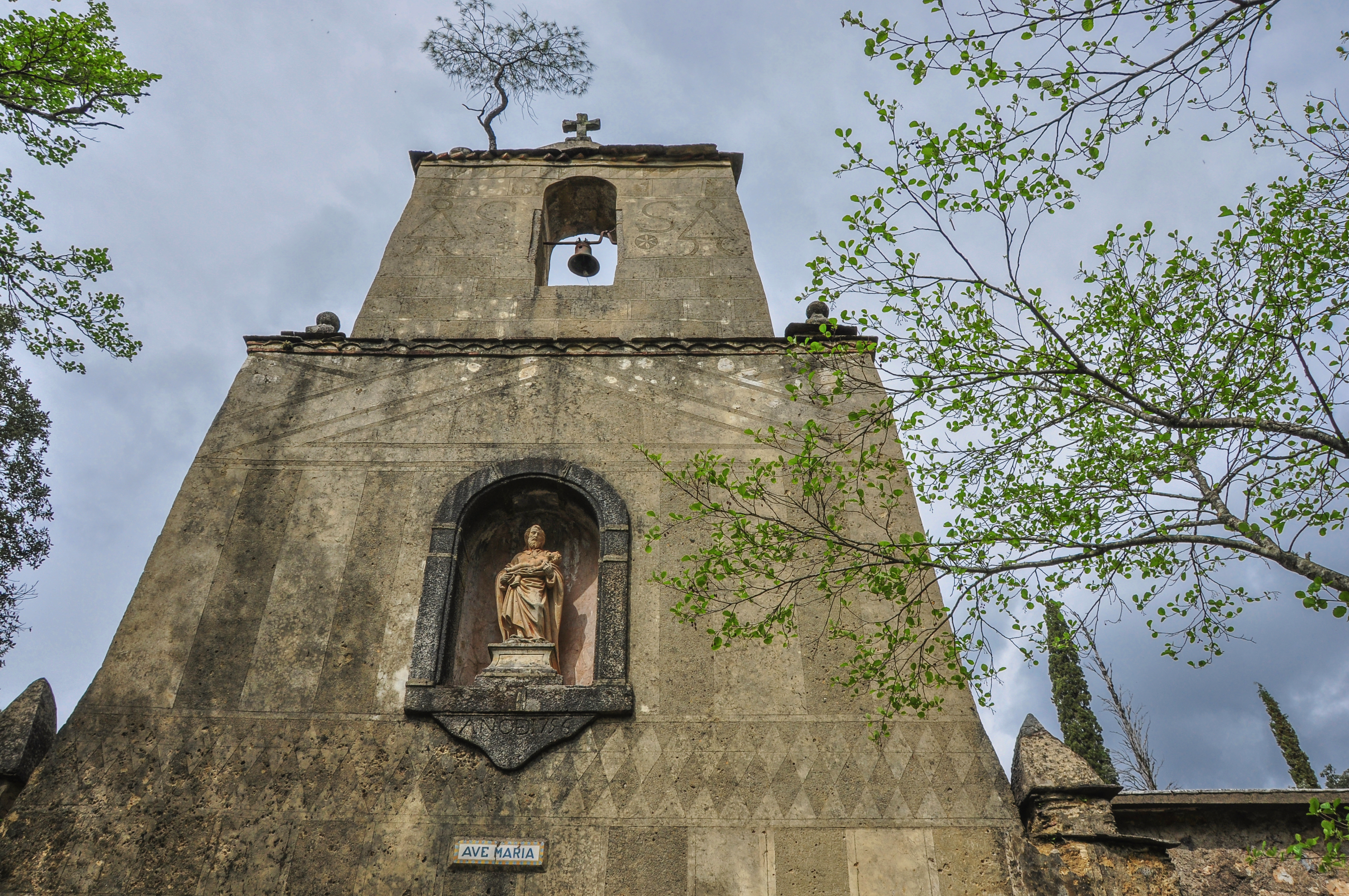
Monasterio de Las Batuecas, fundado en 1597

### Época romana
Asimismo, la antigua mina de oro de Las Cavenes, en El Cabaco, da fe de la presencia de poblamiento y actividad económica en época romana. En este sentido, la calzada que atraviesa Santibáñez de la Sierra dividiéndose en dos vías más allá de Las Puentes del Alagón (una hacia Coria y la otra en dirección a Las Cavenes y Ciudad Rodrigo) reforzaría este hecho. También son de esta época los puentes de Sotoserrano y del El Cabaco.

### Época visigoda
Posteriormente, en la época visigoda podrían datarse los sepulcros antropomorfos encontrados en Santibáñez de la Sierra, así como varios trozos de pizarra y restos de cerámica hallados en Cepeda, o las pizarras denominadas de Pedro Martín en Sotoserrano. Precisamente en esta época se habría dado la mítica batalla de Segoyuela, entre los musulmanes y el rey visigodo Don Rodrigo, que dio origen a la leyenda de la Reina Quilama en Valero.

### Edad Media
Durante la Edad Media, el rey Alfonso IX de León (1171-1230) llevó a cabo la repoblación de la comarca para reforzar la frontera sur del reino, habiendo creado en 1213 el concejo de Miranda del Castañar, elevándola a villa y pasando a depender de la misma la mayor parte de la comarca, si bien algunas localidades quedaron fuera de dicha jurisdicción, como Linares de Riofrío (que dependía del concejo de Monleón), El Maíllo (que lo hacía de Ciudad Rodrigo), Pinedas (de Montemayor del Río), o La Alberca (que era territorio de realengo y, por tanto, dependía directamente de la monarquía leonesa).
La repoblación se hizo con colonos traídos del Norte de la península, pero también de Francia, procedentes de la región de la Gascuña, por mediación de Raimundo de Borgoña, noble francés casado con la reina Urraca I de León, hija de Alfonso VI de León. Es por esta razón por la que a esta serranía se la conoce como Sierra de Francia y por ello existen en ella algunos topónimos de influencia francesa o apellidos franceses, como Bernal o Gascón.
También en la Alta Edad Media cabe señalar la donación de Herguijuela de la Sierra en 1188 por el rey Alfonso IX de León al arzobispado de Santiago de Compostela, así como la de Sotoserrano en 1192 también a la archidiócesis compostelana. Asimismo,
en 1225 este mismo rey leonés donó San Martín del Castañar al obispo de Salamanca como señorío particular.

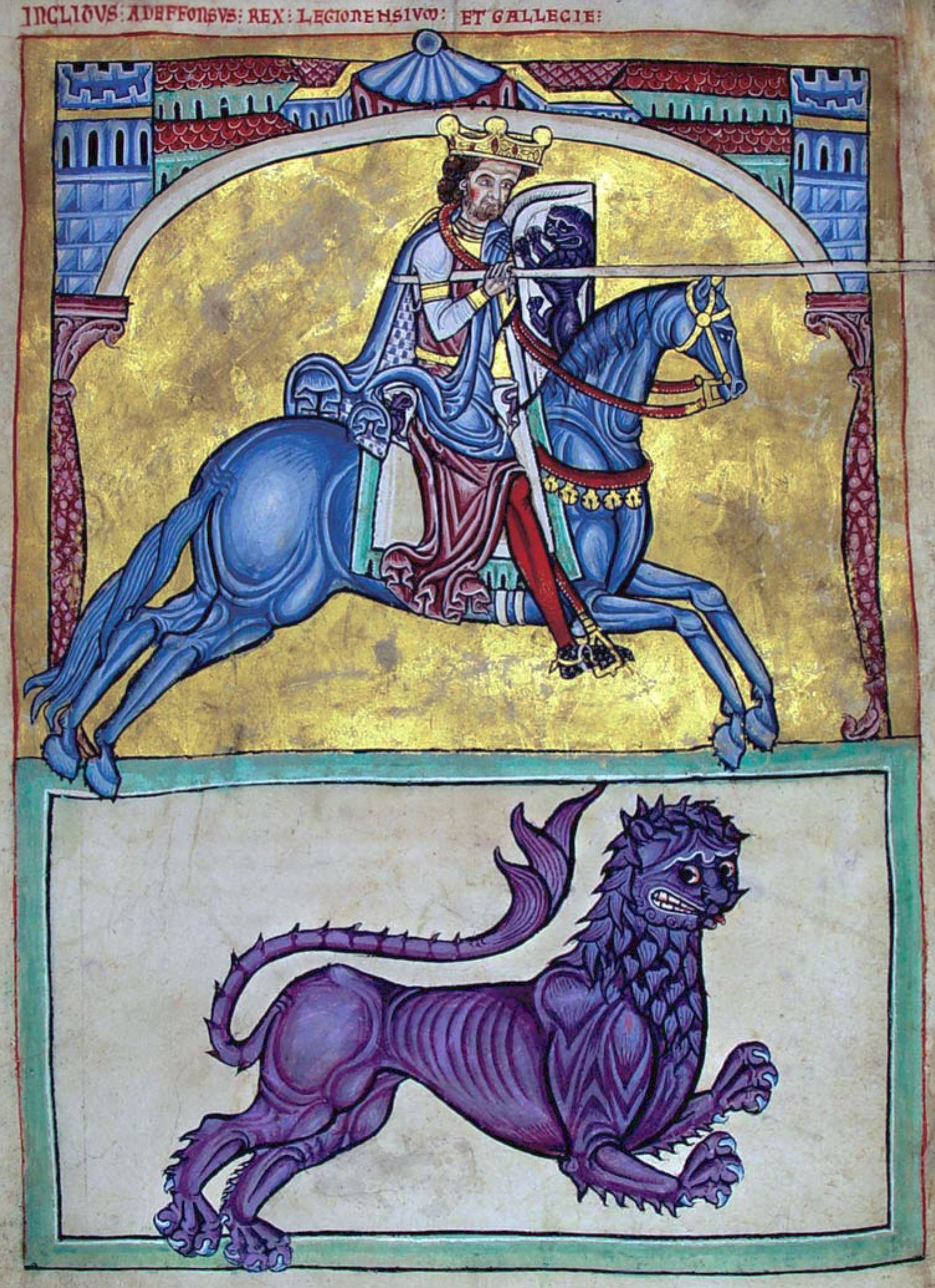
Alfonso IX de León creó el concejo de Miranda en 1213, del que pasó a depender casi toda la comarca

Al final de la Edad Media destaca un hecho de importancia capital para la zona: el hallazgo de la imagen de la Virgen de la Peña de Francia (1434), que convirtió el santuario construido posteriormente en un lugar de peregrinación, al que se unieron los peregrinos del Camino de Santiago que seguían el llamado Camino del Sur por la Calzada de la Plata.
Posteriormente, tuvo notoria importancia para la comarca la donación en 1457 de Miranda del Castañar como condado a Diego López de Zúñiga, del que pasaron a depender varias localidades de la comarca, pasando dicho condado a la Casa de Alba en el siglo XIX debido al matrimonio entre el duque de Alba y la condesa de Miranda. Precisamente la Casa de Alba pasó a detentar desde el siglo XV La Alberca, por concesión de Juan II, pasando a depender de la jurisdicción de la villa de Granadilla. No obstante La Alberca logró mantener cierta autonomía respecto a Granadilla, al obtener sus propias ordenanzas en 1515.

### Edad Moderna y Contemporánea
Ya en la Edad Moderna, el 19 de septiembre de 1636 Felipe IV de España creó en favor de Juan Manuel Manrique de Zúñiga, el Marquesado de Valero, que pasó a englobar el territorio de Valero, Endrinal, San Miguel de Valero, Los Santos, Frades de la Sierra y El Tornadizo.
Con la creación de las actuales provincias en 1833, la Sierra de Francia fue incluida en la provincia de Salamanca, en la Región Leonesa.
En 1940, La Alberca se convirtió en el primer municipio en obtener la distinción de Monumento Histórico-Artístico por la belleza y el alto grado de conservación de su casco urbano tradicional, con su característica arquitectura de tramoneras con madera y piedra.

## Demografía
| Gráfica de evolución demográfica de Sierra de Francia entre 1900 y 2017                                                                                         |
| |
| Población de derecho (1900-1991) o población residente (2001, 2010) según los censos de población del INE. Población según el padrón municipal de 2017 del INE. |

La comarca de la Sierra de Francia al igual que la mayoría de las comarcas salmantinas, sufre un gran declive demográfico. En esta comarca hasta los años 60 casi todos sus municipios tenían entre 400 y 900 habitantes (con excepciones como La Alberca, Miranda del Castañar o Linares de Riofrío) siendo municipios dinámicos económica y demográficamente, llegando a su culmen en los años 40 y 50. Pero desde el éxodo de los años 70 ha sufrido un fuerte descenso demográfico, y prácticamente todos sus municipios tienen menos de 500 habitantes y además tienen una tendencia negativa. Aun así desde los años 90 se ha conseguido frenar un poco dicha tendencia, gracias al auge del turismo rural en muchos de estos pueblos por su gran interés natural, paisajístico y arquitectónico. De hecho localidades como La Alberca han conseguido mantener el millar de habitantes y la práctica totalidad de los servicios, aunque no es la regla general de la comarca.

## Cultura

### Arquitectura tradicional

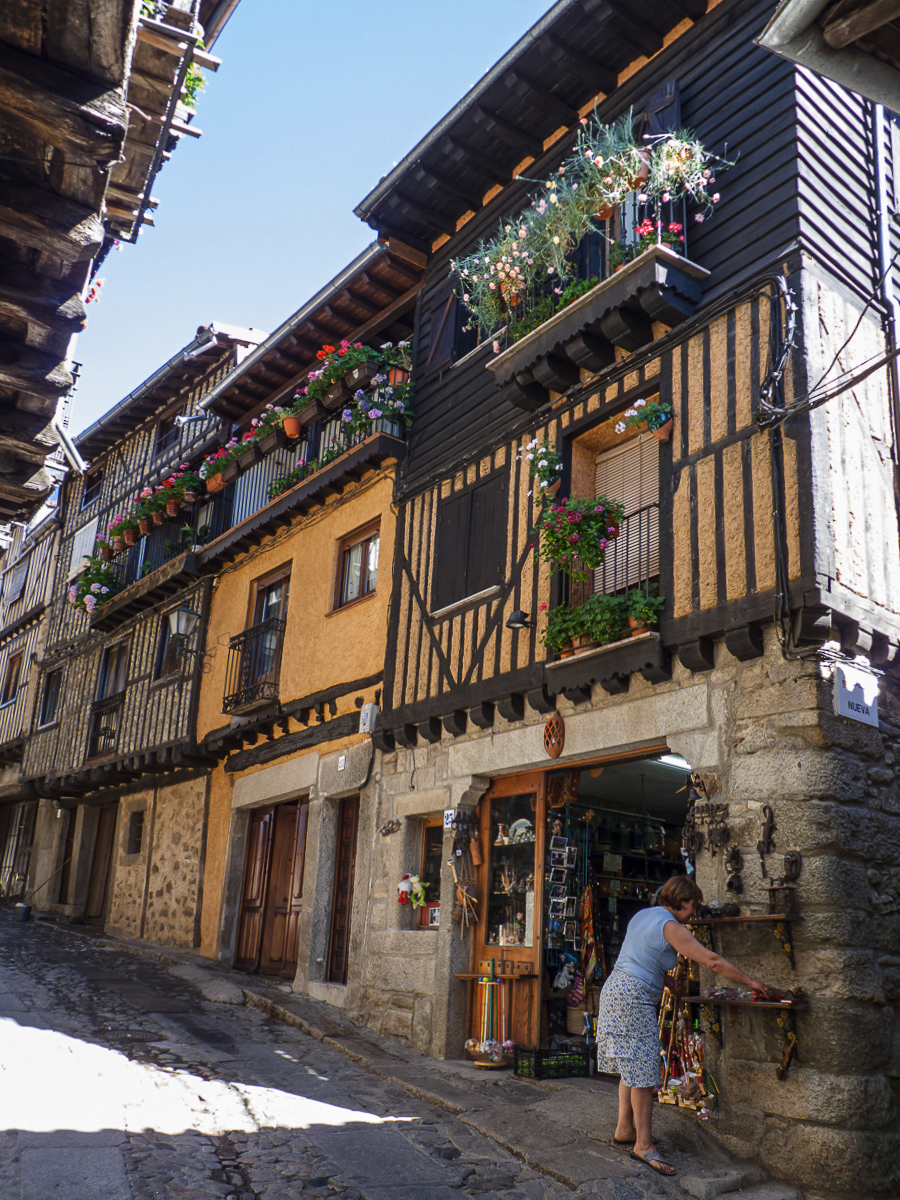
Arquitectura tradicional

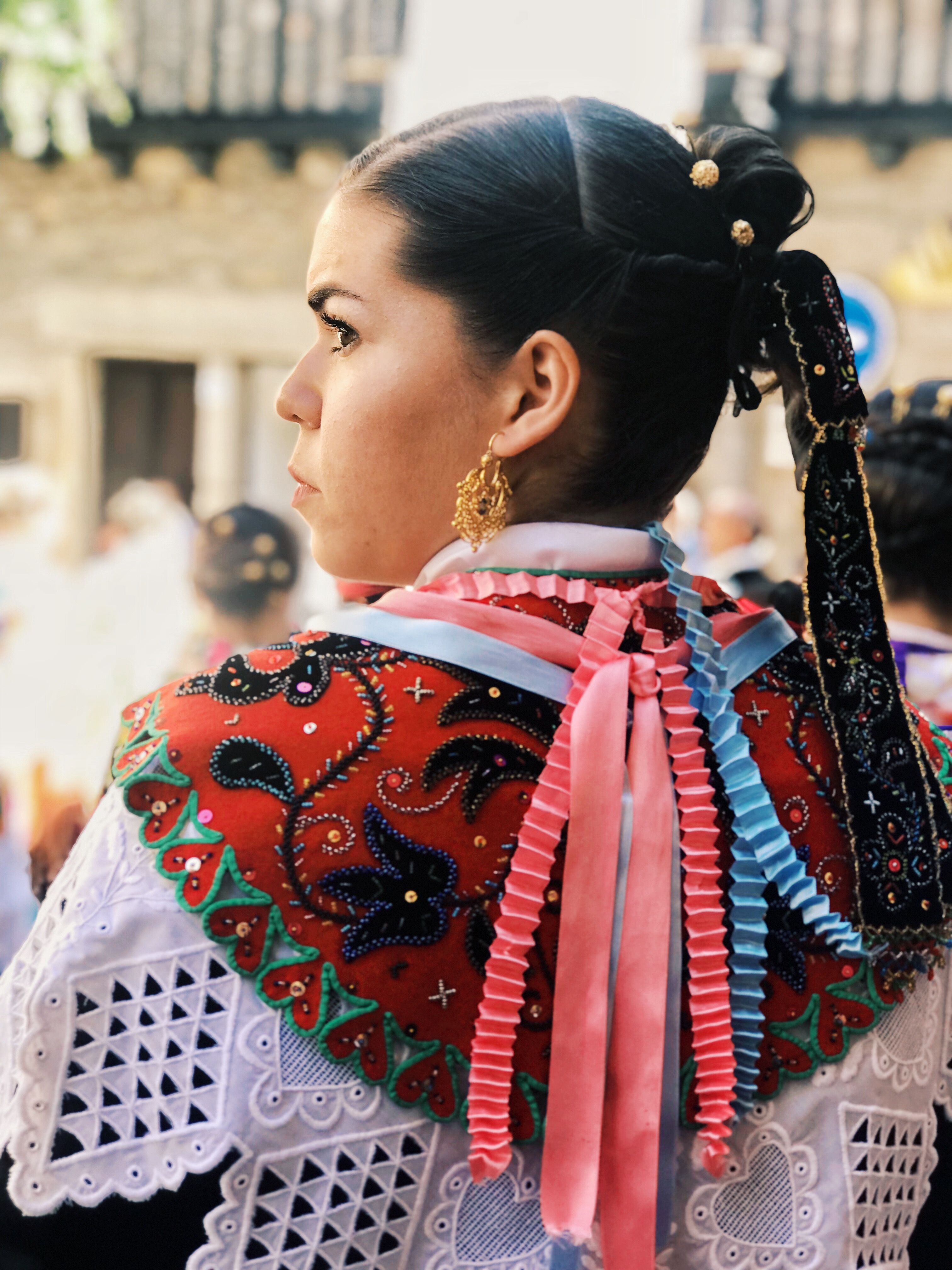
Traje de serrana

La fachada de la casa serrana presenta sillares de granito en la planta baja y largas tramoneras en las plantas superiores. Este es el elemento más característico de las construcciones locales. Son una estructura o conjunto de vigas de madera entre las que se colocan sillarejo, adobe o tapial. Sus fachadas pueden dejar vistas estas vigas y palos, pero para mayor protección se revestían con teja, tablas y sobre todo revocos de cal con curiosos y llamativos trazados y colores que le dan un aspecto propio inconfundible y rico plásticamente.
Según la capacidad económica de los moradores y la necesidad de habitaciones con el aumento de población, la casa presenta uno o dos pisos en altura. En la mayoría de los casos son dos.
En los tejados no se observan chimeneas, pues se suelen sustituir por un cántaro roto. A veces el humo simplemente sale por un teja levantada.
El interior de la casa tiene una organización muy peculiar. La primera planta posee dos puertas, una por la que se accede a la escalera que da lugar a los pisos superiores y otra muy ancha que abre una estancia multifuncional que se usa como cuadra o como garaje. Este espacio multifuncional suele acoger a veces una bodega con una pequeña puerta con barrotes para la aireación. Un elemento muy característico de este lugar es la «ventana de la hierba», una oquedad que permite a los habitantes acceder a los comederos del ganado desde la escalera.
El primer piso se dedica al alojamiento. Acoge dos o más habitaciones con sus respectivas alcobas. La más grande presenta una sala de estar y da a la calle con un característico balcón o ventana en la fachada. El segundo piso cuenta con la estancia más importante de la casa: la cocina.
La cocina mantenía un fuego encendido sobre una losa, separado de la pared por un «trashoguero». Una de sus características es que no presenta chimenea. Encima de la cocina se encuentra el «sobrao» o espacio diáfano separado de esta por un «sequero» o entramado de tablas. Debido a su propia temperatura, el humo se escapa ascendiendo hacia el «sobrao» haciendo secar y conservar las chacinas, embutidos u otros productos caseros en este espacio. Al «sobrao» se accede por el último tramo de escalera, y también suele albergar un horno.

### Deporte
La Sierra de Francia es escenario de una de las pruebas más importantes de trail running que se celebran en la actualidad. Se conoce como la carrera de Tres Valles y discurre por los valles del Alagón, Agadón y Batuecas. Se ha convertido un referente a nivel nacional. Se celebra el segundo fin de semana del mes de marzo, con salida y llegada en la localidad de La Alberca.

### Cultura literaria
La Fundación Santísimo Cristo de Arroyomuerto convoca anualmente el Certamen Literario de Poesía y Relato Sierra de Francia, que tiene por objeto incentivar el conocimiento de la comarca de la Sierra de Francia y aumentar el fondo del proyecto de la Fundación, denominado «Biblioteca Temática de la Sierra de Francia» en el pueblo de San Miguel del Robledo (antes llamado Arroyomuerto). Aunque este concurso literario tiene temática libre, se valora particularmente que incluya alguna referencia a pueblos, personas, eventos, monumentos o parajes de la Sierra de Francia. Las obras del ganador y los finalistas son reunidas y publicadas en un libro antología, que forman parte del fondo-biblioteca antes mencionada.

## Monumentos y lugares de interés

Intervención artística en las calles de Mogarraz, donde se cuelgan dibujos y fotografías de sus habitantes, algunos ya fallecidos

El turismo de tradición y naturaleza es el punto fuerte de la zona. Uno de los parajes naturales más destacados es el meandro del melero, en el río Alagón. Su mejor vista se obtiene desde el mirador de Riomalo de Abajo (ya en Las Hurdes, provincia de Cáceres). Otro lugar importante es el valle de Las Batuecas, donde existe un monasterio de frailes Carmelitas. El Cabaco cuenta con un centro de interpretación de la minería romana del oro, en la zona arqueológica de Las Cavenes, declarada BIC. Otro lugar destacado es la Peña de Francia, donde se encuentra el Santuario de Nuestra Señora de la Peña de Francia.

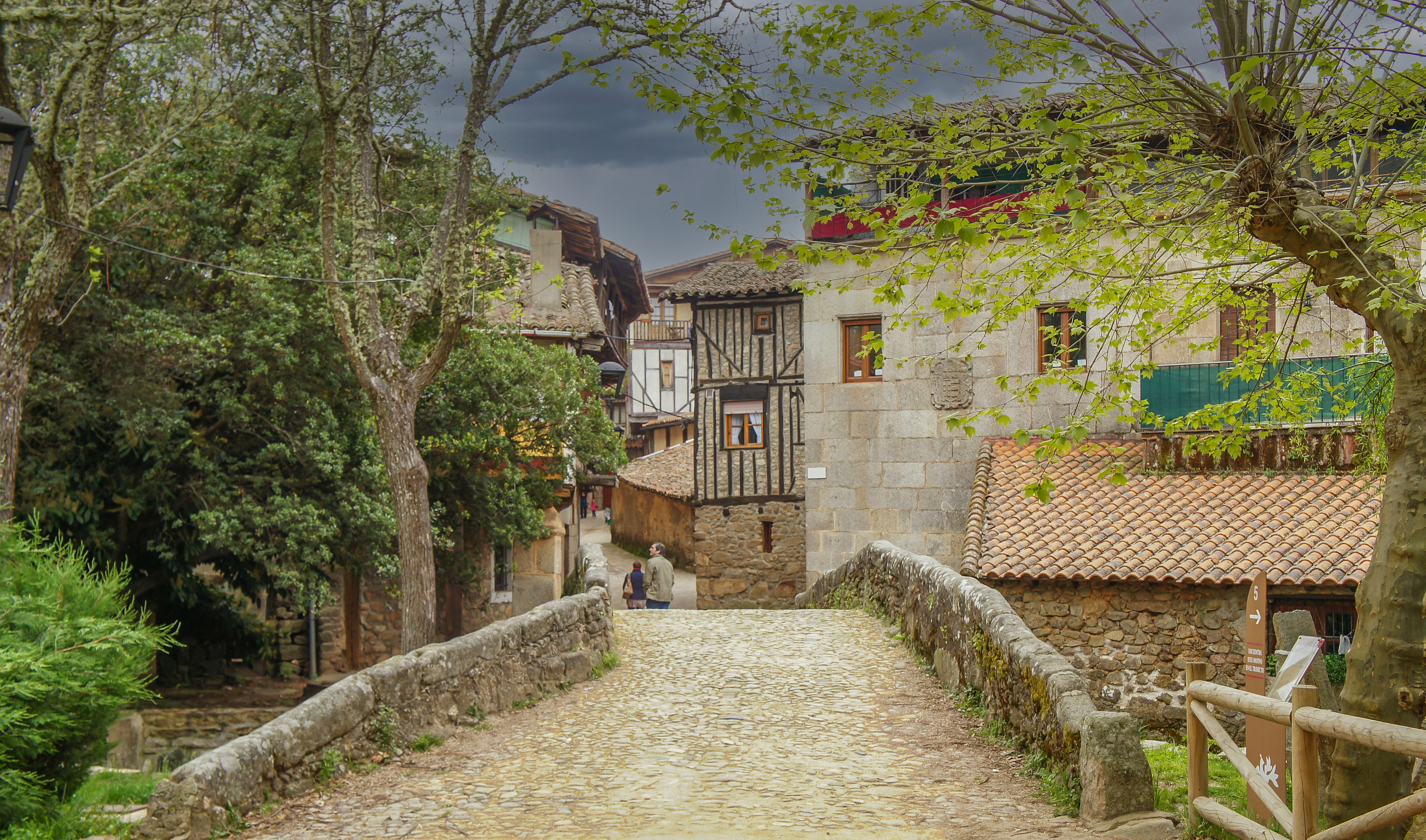
Puente en San Martín del Castañar

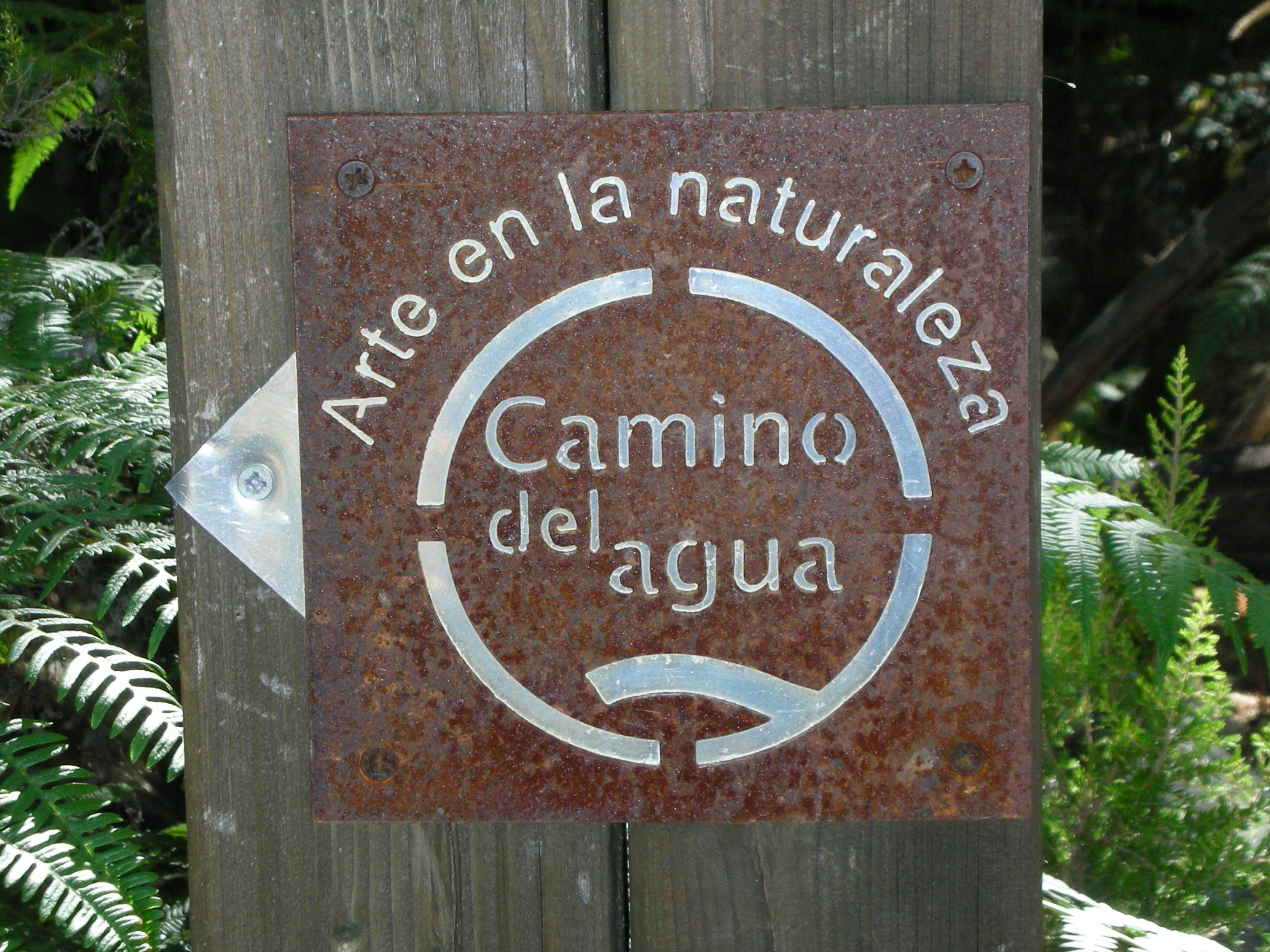
Señalización

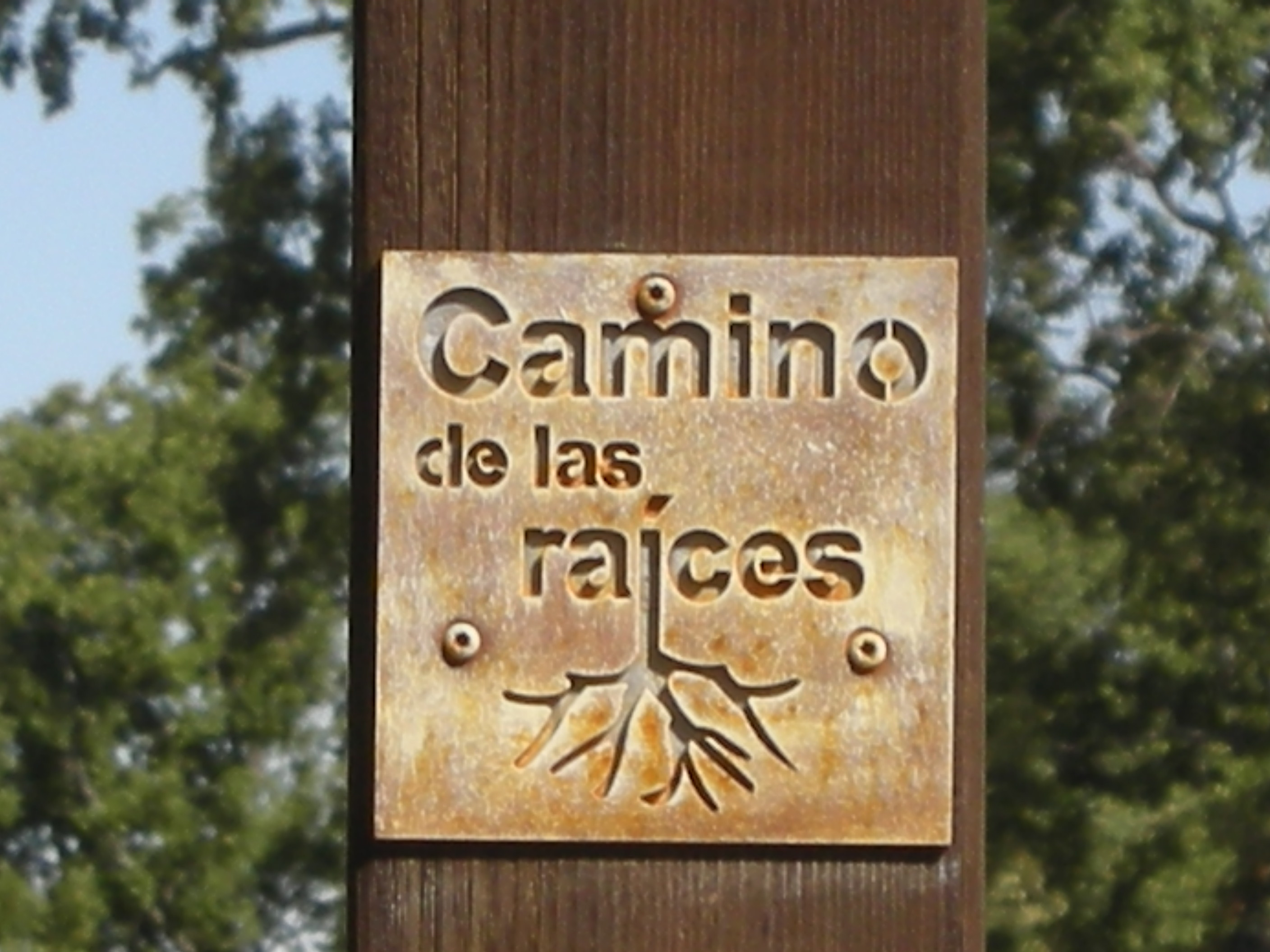
Señalización

### Camino del Agua

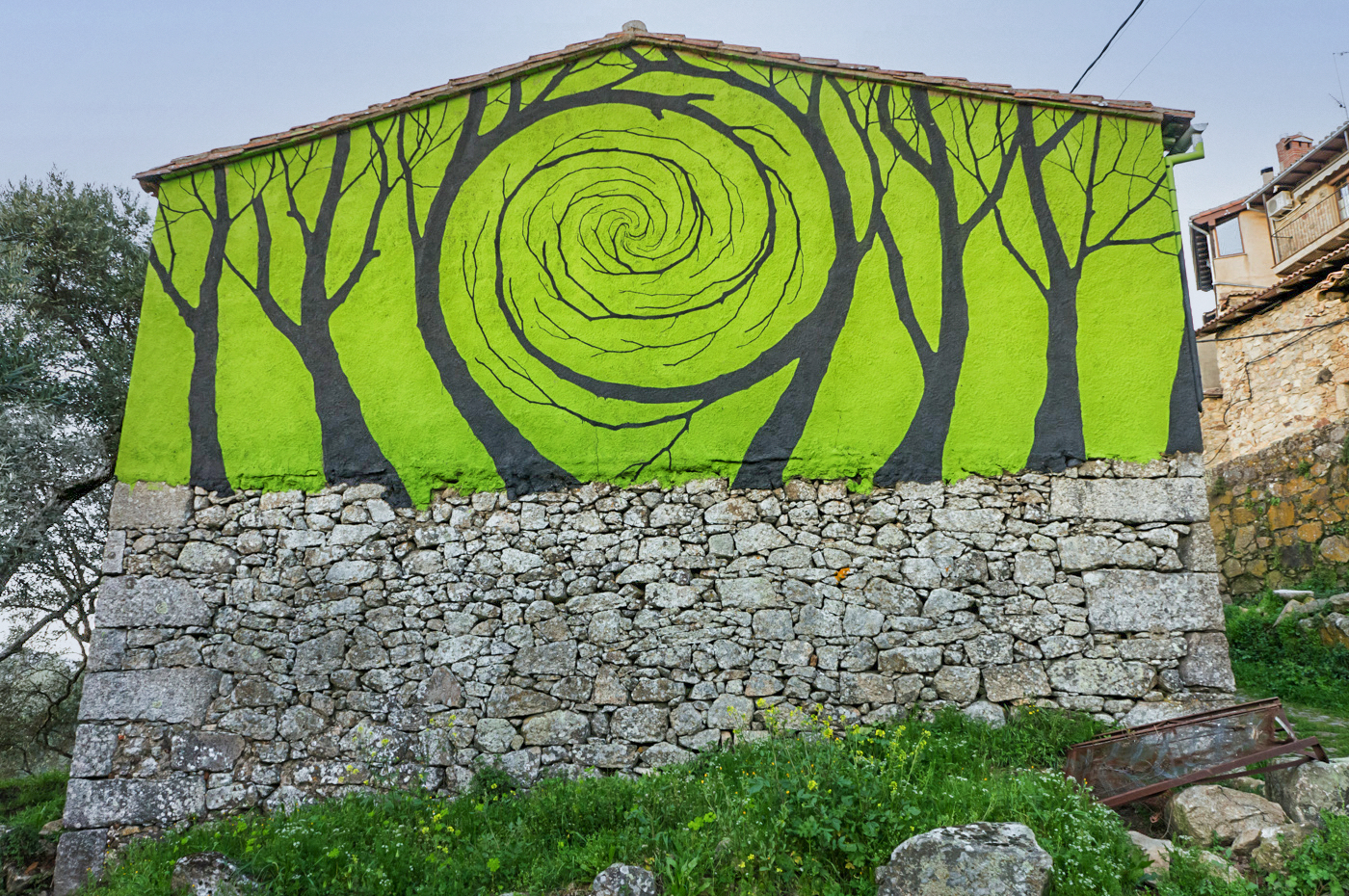
Intervención artística en el Camino de los Prodigios, Villanueva del Conde

El Camino del Agua es una ruta circular de unos 9 km que recorre el valle del río Milanos, parte de la población de Mogarraz y pasa por Monforte de la Sierra para terminar nuevamente en Mogarraz. Algunas de las obras artísticas que se pueden contemplar son la titulada K’oa, consistente en dos jaulas metálicas, del artista salmantino Miguel Poza, la titulada Serena, de Virginia Calvo, alegoría de una ninfa con su cola alzándose en el bosque, la titulada Cruz de Mingo, de Florencio Maíllo o las sillas metálicas de Manuel Pérez de Arrilucea. El camino pasa además por un mirador desde el que se obtiene una amplia vista de la localidad de Mogarraz en medio del valle y, tal como indica su nombre, el agua es protagonista durante todo el sendero pues cruza el río Bocino, por la pasarela del Bocino, el arroyo Milano, por los puentes de Los Molinos y del Pontón.

### Camino de las Raíces
El camino de las Raíces es una ruta circular de 9 km de longitud que comienza y termina en La Alberca. Uno de sus atractivos es el paisaje que atraviesa, con lugares especialmente reconocidos como la laguna de San Marcos, donde se sitúa la instalación artística de Fernando Casás, titulada Asteroide S 09 2010. Otras de las instalaciones que pueden verse son Del espejismo de un bosque, de Begoña Pérez, La majá, de Lucía Loren, Hojas de roble, de Iraida Cano, Panal, de Carlos Beltrán, y Sombra, de Fernando Méndez. Por el camino se puede visitar también la Ermita de Majadas Viejas, las ruinas de la Ermita de San Marcos y la fuente del Castaño.

### Camino de los prodigios
El camino de los prodigios es una ruta circular de alrededor de 11 km de longitud que parte de Miranda del Castañar y pasa por Villanueva del Conde para terminar nuevamente en Miranda del Castañar. En él se pueden contemplar obras de los artistas Félix Curto, Alfredo Omaña, Marcos Rodríguez y Pablo S. Herrero. La obra de Alfredo Omaña destaca especialmente por sus instalaciones de camas en la naturaleza, la de Marcos Rodríguez por esculturas de animales en piedra, la de Félix Curto añade además frases célebres para la reflexión y la Pablo S. Herrero se centra en la intervención en fachadas, para camuflarlas o naturalizarlas en el paisaje.

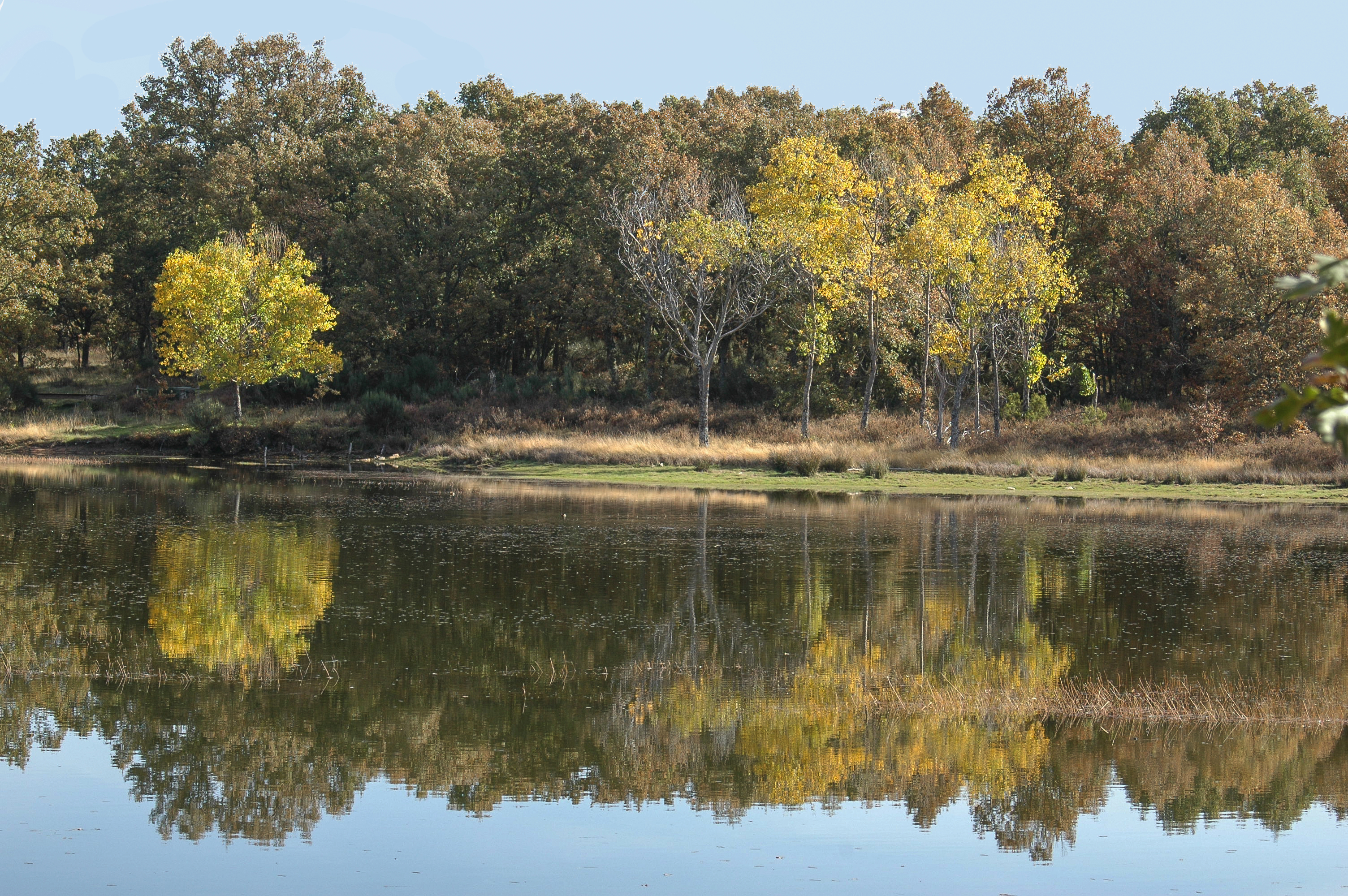
Laguna de San Marcos, La Alberca

### Ruta del vino

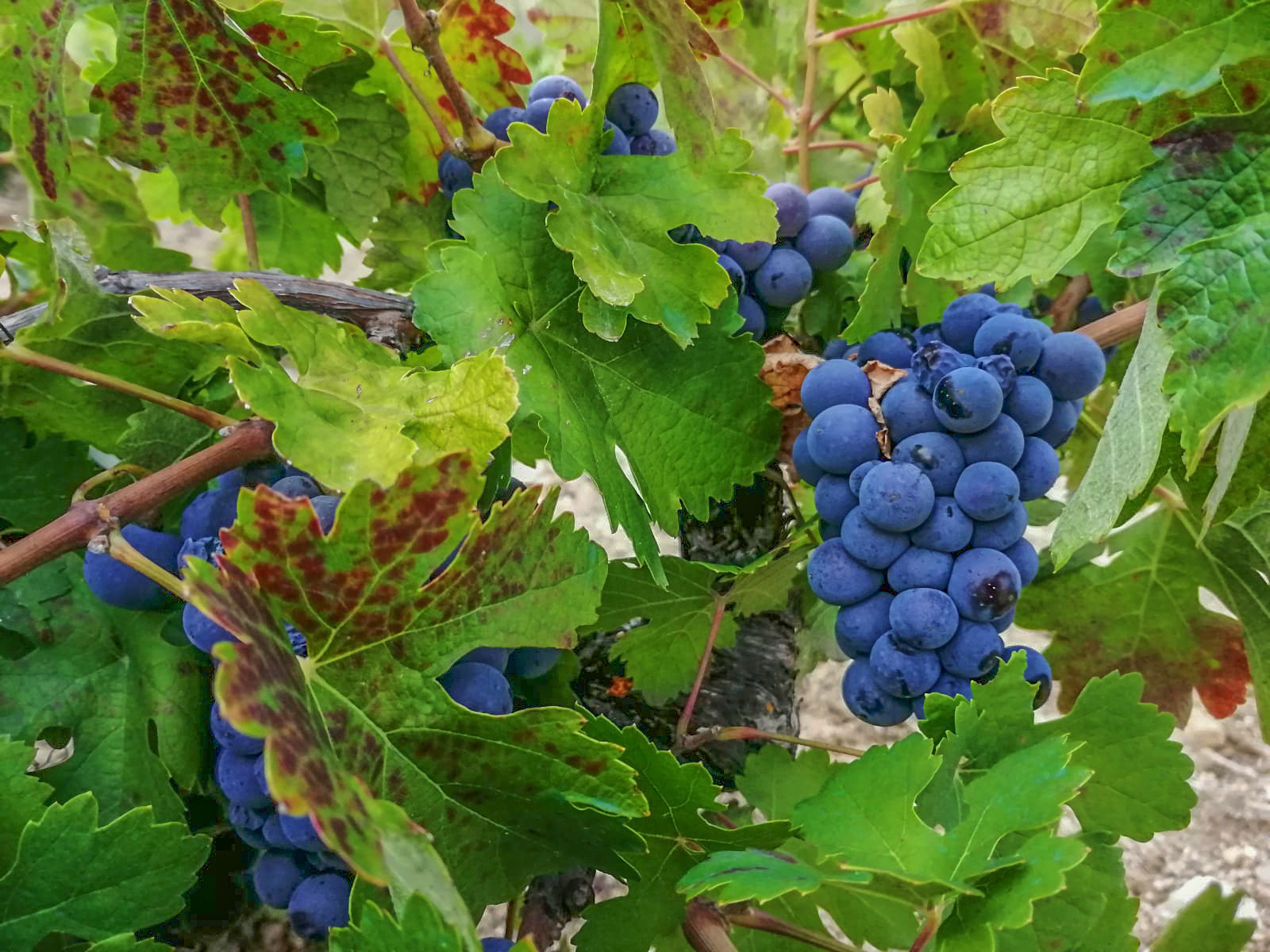
Cepa de la uva rufete

La ruta del vino Sierra de Francia cuenta con actividades que se celebran anualmente como la Cata de primavera de Sequeros, la Batalla del Vino de Sotoserrano en agosto o la Fiesta de la Vendimia Tradicional de San Martín del Castañar que tiene lugar en octubre.

### Camino asentadero-bosque de los espejos
El camino asentadero-bosque de los espejos es una ruta circular de unos 9 km de longitud que recorre las localidades de San Martín del Castañar, Sequeros y Las Casas del Conde. Entre las obras artísticas que se pueden contemplar se hallan A puntadas o La casa del árbol, de Luque López, de Luque López, Mochuelos, de Pablo Amargo, o Efímeras magentas, de José Antonio Juárez. Destacan especialmente las tallas artísticas que se han realizado en ciertos olivos de Las Casas del Conde. El camino pasa en algunos momentos por un camino de piedras antiguo con cierta singularidad, además de fincas, paredes y escaleras que dan a viñedos del lugar.

### Santuario de Nuestra Señora de la Peña de Francia

Santuario de Nuestra Señora de la Peña de Francia, en la cima

Uno de los lugares más destacados de la comarca es el santuario dedicado a la advocación mariana correspondiente a la Natividad de María, un importante lugar de peregrinación al paso del Camino de Santiago por la provincia de Salamanca. Se sitúa en el término municipal de El Cabaco y está regido por los padres dominicos, es el santuario mariano a mayor altitud del mundo.
Una réplica de la Virgen se encuentra en la región de Bicolandia, Filipinas, de la que es patrona. Así mismo, es patrona de São Paulo, Itapira y Resende Costa, en Brasil, de León y de Castilla, en España. El 19 de mayo de 1434, el peregrino francés Simón Vela encontró la imagen de la Virgen en lo alto de la Peña de Francia y, a partir de 1436, contando con el apoyo de Juan II de Castilla y la intervención inicial de Lope de Barrientos, se hicieron cargo de la imagen y de su ermita los dominicos. En 1445 se comenzó la construcción del convento y la ampliación de la iglesia, finalizada en 1450. Aunque, la sacristía es del siglo XVI, la portada neoclásica y la escalinata son del siglo XVII, y la torre del siglo XVIII.

### Conjuntos histórico-artístico
La Alberca, Miranda del Castañar, Mogarraz, San Martín del Castañar, Sequeros y Villanueva del Conde están declarados conjunto histórico-artístico. La Alberca fue el primer pueblo español declarado Conjunto Histórico-Artístico, en 1940. Miranda del Castañar en 1973, Mogarraz en 1998, San Martín del Castañar en 1998, Sequeros en 2004 y Villanueva del Conde en 2015.
En La Alberca se encuentra una casa museo que muestra la forma de vida tradicional de la comarca hasta hace unas décadas. Miranda del Castañar destaca por el castillo de los Zúñiga, condes de Miranda del Castañar, reconstruido a principios del siglo XIV sobre un castillo anterior del siglo XII, y su plaza de toros, cuadrada, una de las más antiguas de España. En Mogarraz se encuentra el museo etnográfico Casa de las Artesanías, un recorrido por la artesanía más peculiar de la zona. En San Martín del Castañar se encuentra el yacimiento arqueológico de La Legoriza, donde se exponen los restos de un antiguo campamento visigodo. Villanueva del Conde destaca por la disposición de sus casas en forma de núcleo defensivo amurallado. Los espacios interiores cerrados se llaman comúnmente «huertitas» y corresponden normalmente a los patios traseros de las casas. Se accede por medio de tres accesos practicados debajo de las casas y unidos por medio de las «callejinas» franqueadas por muros de piedra de un metro de altura. El resto de pueblos, aunque no poseen esta calificación, también conservan en mayor o menor medida la típica arquitectura serrana. Entre estos últimos, son destacables Cepeda, Herguijuela de la Sierra, Las Casas del Conde, Madroñal, Monforte y Sotoserrano.

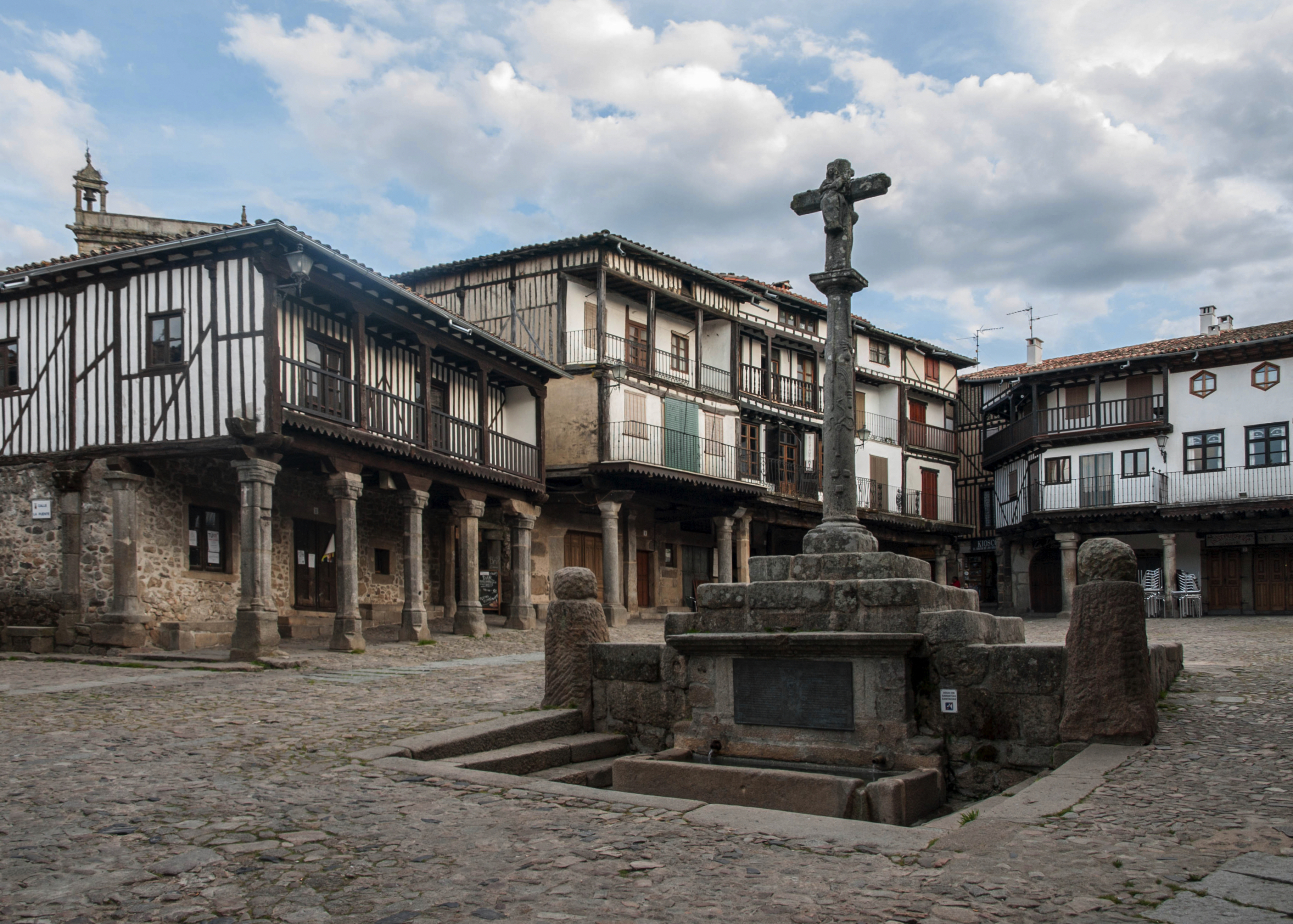
La Alberca
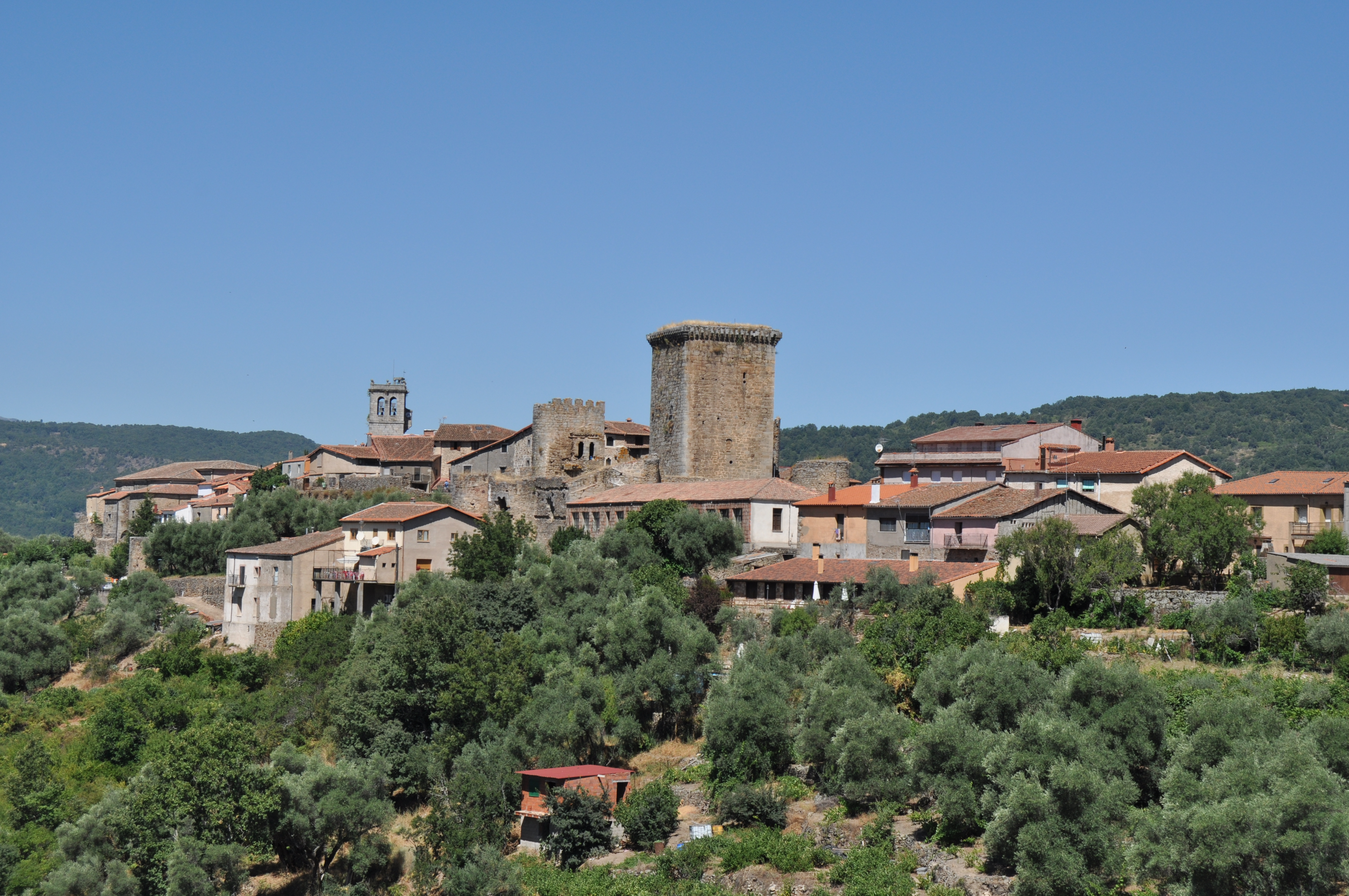
Miranda del Castañar
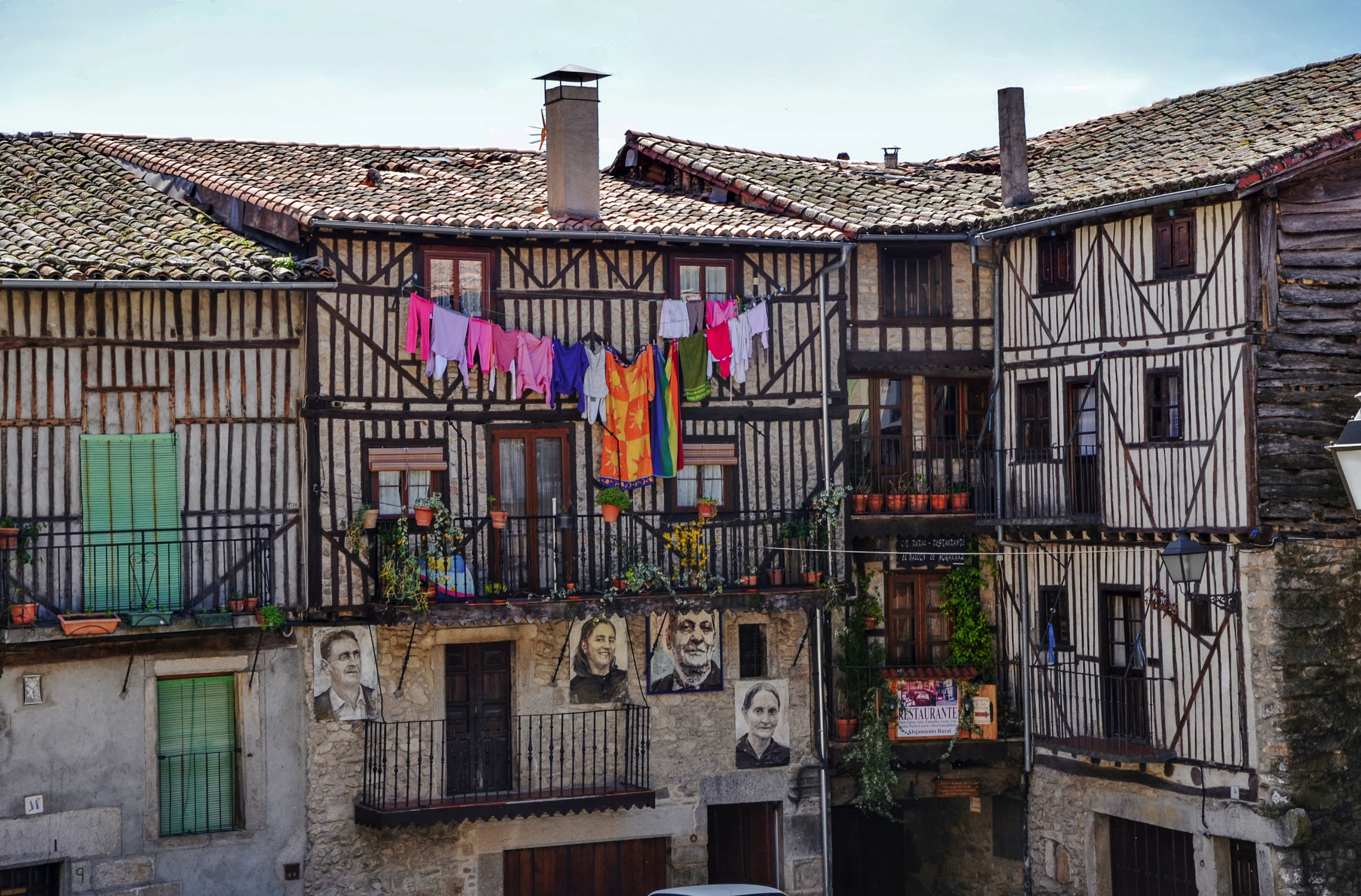
Mogarraz
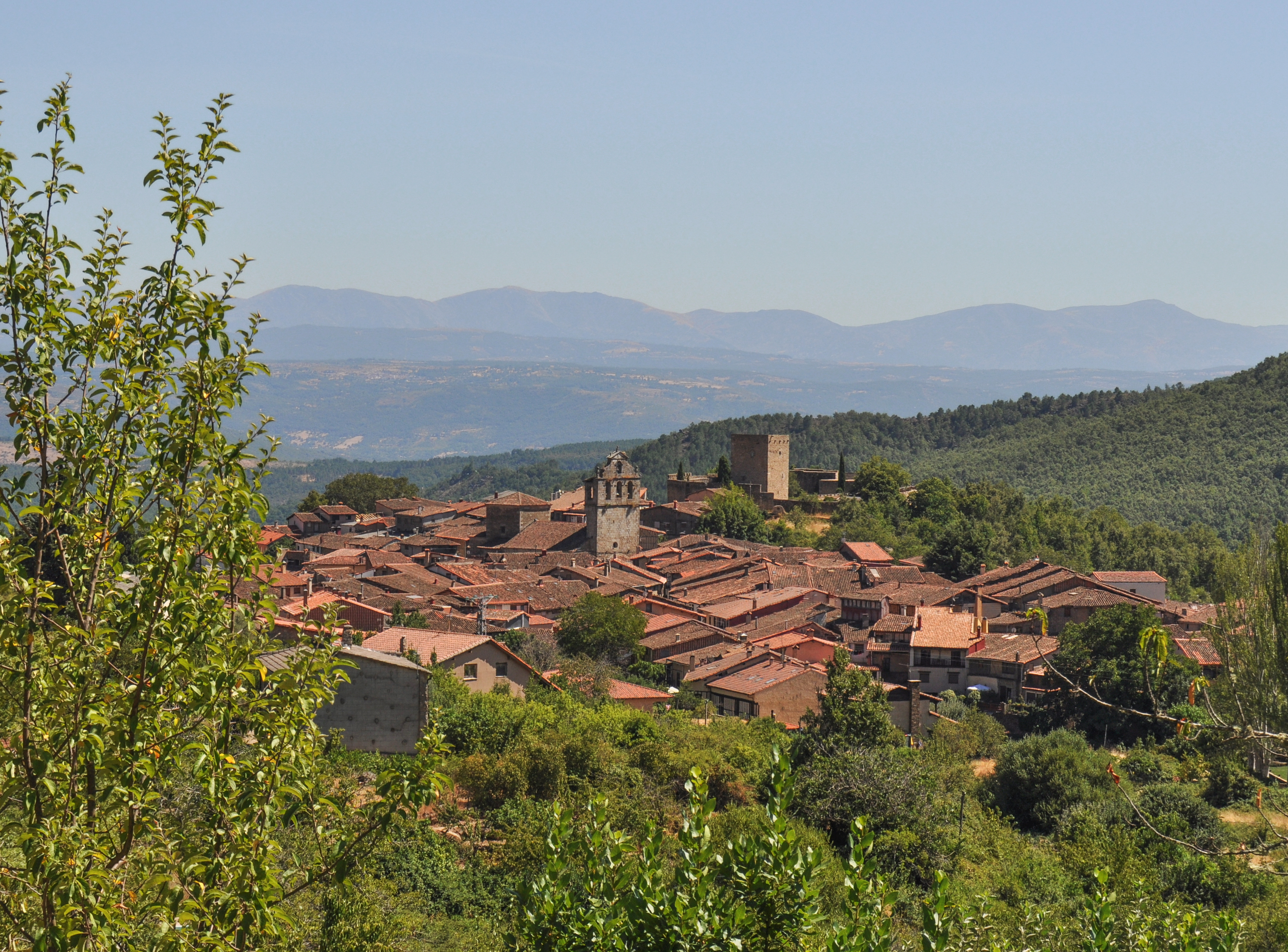
San Martín del Castañar
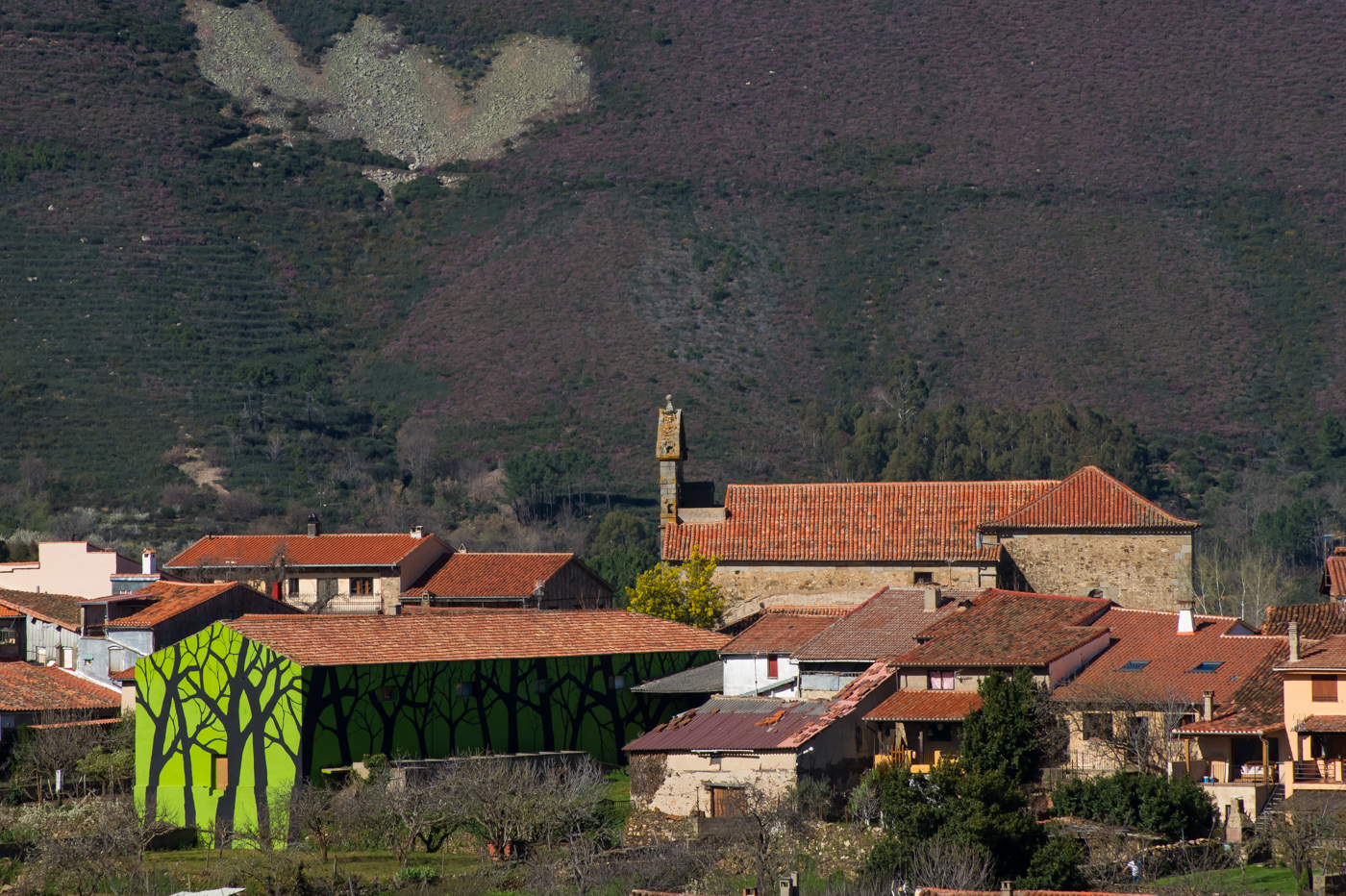
Villanueva del Conde
Sequeros

## Administración y política
Esta comarca, a pesar de su gran sentido de identidad, con características geográficas, económicas, sociales e históricas afines, no cuenta con el reconocimiento legal para su desarrollo administrativo. Lo más parecido a un órgano administrativo que la gobierne es su mancomunidad.
Sin embargo, en la mancomunidad sólo están incluidos La Alberca, San Miguel, Las Casas del Conde, Cepeda, Garcibuey, Herguijuela, Madroñal, Miranda del Castañar, Mogarraz, Monforte, San Martín del Castañar, Sequeros, Sotoserrano, Valero y Villanueva del Conde.

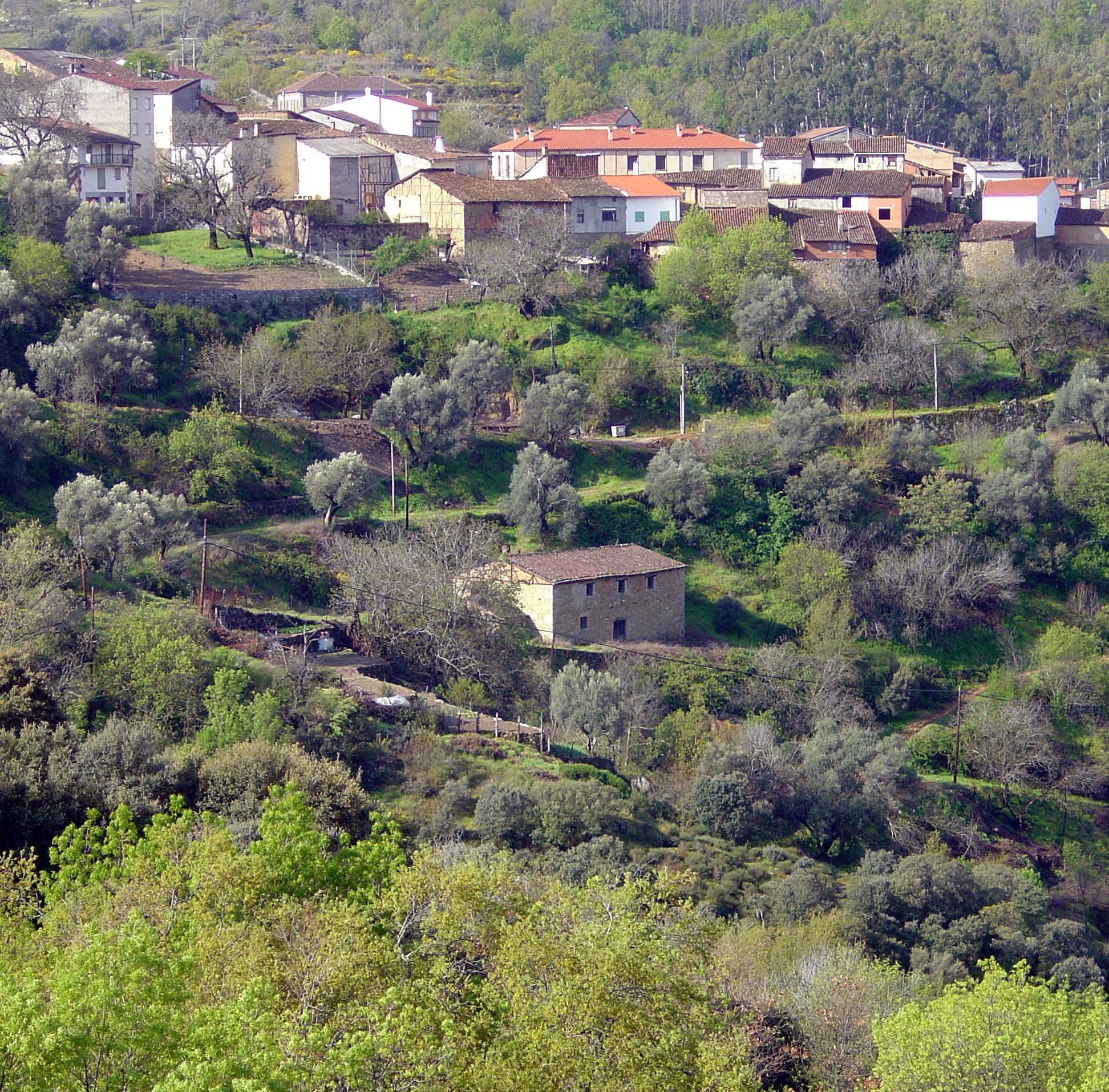
Cultivos en San Esteban de la Sierra, Las Quilamas

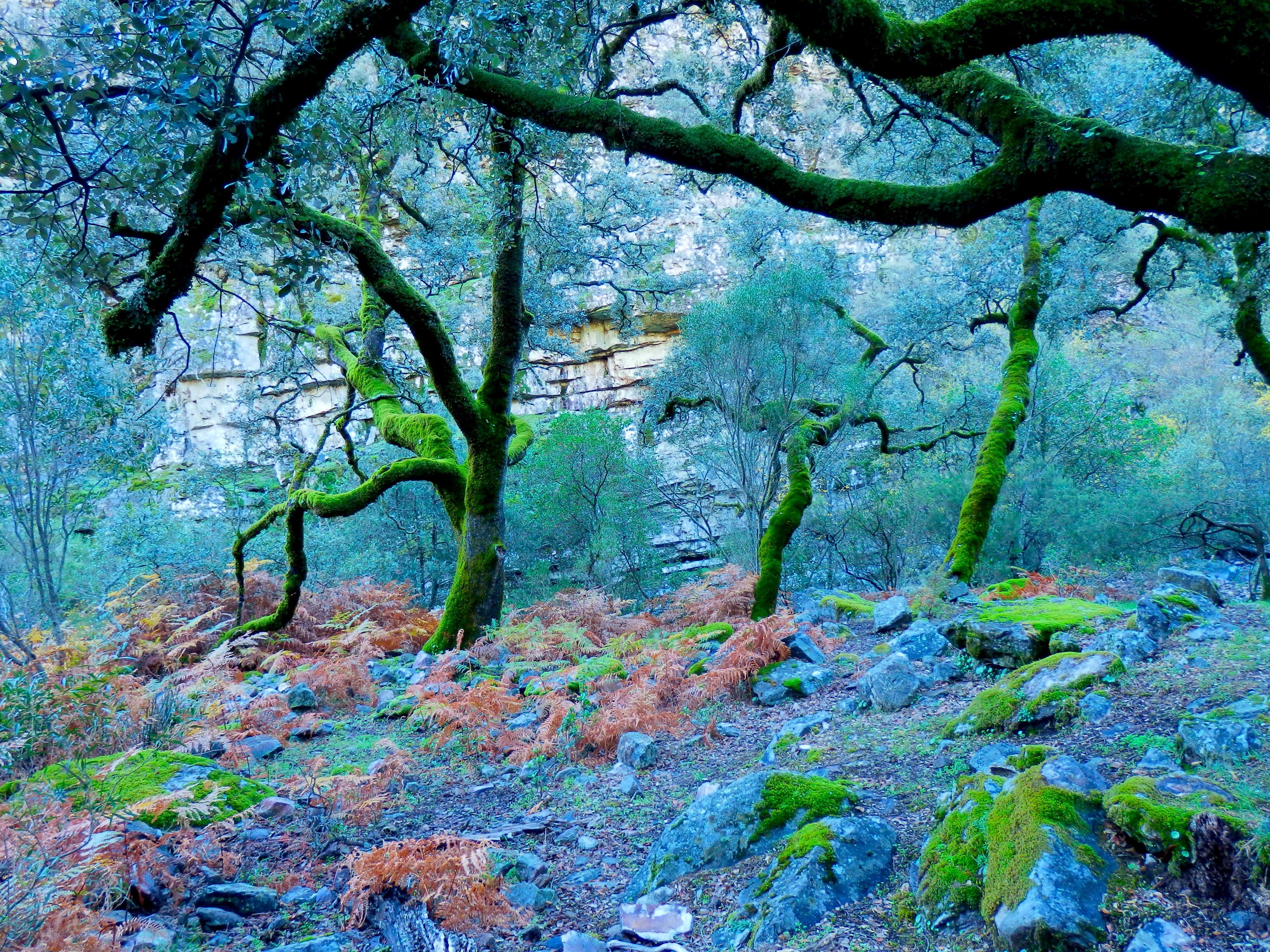
Bosque en Las Batuecas

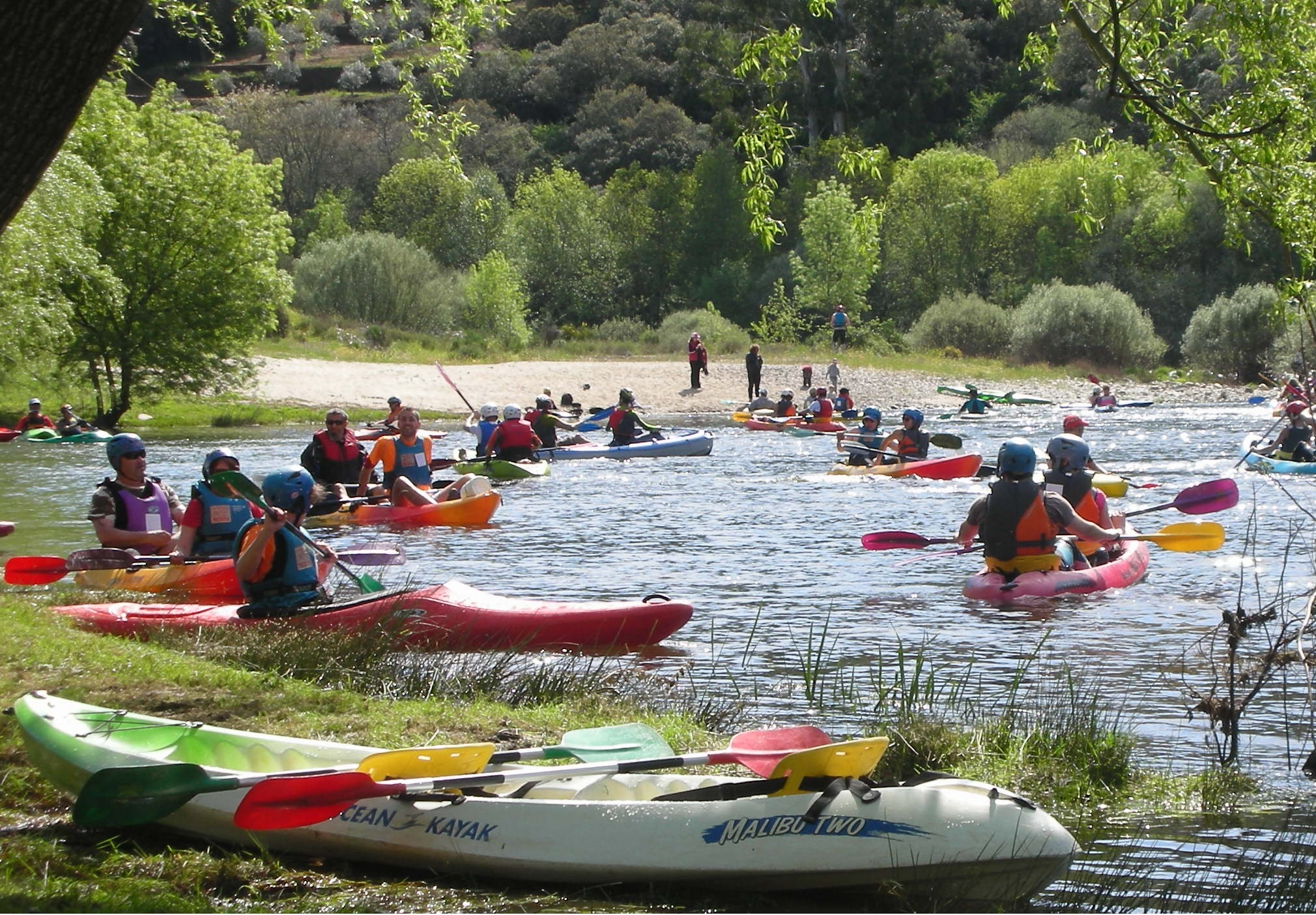
Piragüismo en Sotoserrano

### Competencias de la mancomunidad
- La recogida de basura y tratamiento de residuos sólidos, recogida de animales muertos, vísceras de animales y sangre.
- La prevención y extinción de incendios.
- Prestación de servicios de acción social.
- Prestación de servicios urbanísticos y de ordenación del territorio.
- Prestación de servicios jurídicos de asesoramiento y gestión.
- Fomento del empleo.
- Promoción y desarrollo económico.
- Protección de los recursos naturales.
- Mejora de los servicios escolares, sanitarios y deportivos.
- Servicio de matadero.
- Servicio de protección civil.
- Servicio de recaudación y nombramiento de agente ejecutivo para el cobro de derechos municipales por vía de apremio.
- Aprovechamiento general de productos procedentes de los montes de propios.
- Promoción pública de viviendas.
- Prestación de servicios culturales.
- Mantenimiento común de redes de alcantarillado, alumbrado público, abastecimiento de agua y depuradora.
- Protección y conservación del Patrimonio y Conjuntos, Monumentos Histórico-Artísticos.[28]

## Diversidad biológica
La Sierra de Francia ha sido declarada reserva de la Biosfera por la Unesco junto a la Sierra de Béjar y alrededores.